# Liste des communes de la Côte-d'Or
Pour les autres listes de communes françaises, voir Listes des communes de France.
| - La Côte-d'Or en France métropolitaine. - Carte des communes de la Côte-d'Or. |

Cette page liste les 698 communes du département français de la Côte-d'Or au 1er janvier 2025.

## Historique
Les dernières modifications prises en compte pour la liste des communes sont :
- la fusion, au 28 février 2019, des communes de Collonges-lès-Premières et Premières pour former Collonges-et-Premières[1] ;
- la fusion, au 28 février 2019, des communes de Crimolois et Neuilly-lès-Dijon pour former Neuilly-Crimolois[2] ;
- la fusion, au 1er janvier 2019, des communes de Longeault et Pluvault pour former Longeault-Pluvault[3] ;
- la fusion, au 1er janvier 2019, des communes de Flée et Bierre-lès-Semur pour former Le Val-Larrey[4] ;
- la fusion, au 1er janvier 2019, des communes de Tart-l'Abbaye et Tart-le-Haut pour former Tart[5] ;
- la fusion, au 1er janvier 2019, des communes de Clémencey et Quemigny-Poisot pour former Valforêt[6] ;
- la fusion, au 1er janvier 2017, des communes de Cormot-le-Grand et Vauchignon pour former Cormot-Vauchignon[7] ;
- la fusion, au 1er janvier 2016, des communes de Ivry-en-Montagne et Jours-en-Vaux pour former Val-Mont[8] ;
- la fusion, au 1er janvier 2009, des communes de Saint-Germain-Source-Seine et Blessey pour former Source-Seine[9].

## Liste des communes
Le tableau suivant donne la liste des communes au 1er janvier 2025, en précisant leur code Insee, leur code postal principal, leur arrondissement, leur canton, leur intercommunalité, leur superficie, leur population et leur densité, d'après les chiffres de l'Insee issus du recensement 2022,.
| Nom                                      | Code Insee | Code postal | Arrondissement | Canton                                          | Intercommunalité                                  | Superficie (km2) | Population (dernière pop. légale) | Densité (hab./km2) | Modifier                                    |
| ---------------------------------------- | ---------- | ----------- | -------------- | ----------------------------------------------- | ------------------------------------------------- | ---------------- | --------------------------------- | ------------------ | ------------------------------------------- |
| Dijon (préfecture)                       | 21231      | 21000       | Dijon          | Dijon-1 Dijon-2 Dijon-3 Dijon-4 Dijon-5 Dijon-6 | Dijon Métropole                                   | 40,41            | 159 941 (2022)                    | 3 958              | modifier les données · modifier les données |
| Agencourt                                | 21001      | 21700       | Beaune         | Nuits-Saint-Georges                             | CC de Gevrey-Chambertin et de Nuits-Saint-Georges | 4,20             | 428 (2022)                        | 102                | modifier les données · modifier les données |
| Agey                                     | 21002      | 21410       | Dijon          | Talant                                          | CC Ouche et Montagne                              | 8,42             | 259 (2022)                        | 31                 | modifier les données · modifier les données |
| Ahuy                                     | 21003      | 21121       | Dijon          | Fontaine-lès-Dijon                              | Dijon Métropole                                   | 6,40             | 1 695 (2022)                      | 265                | modifier les données · modifier les données |
| Aignay-le-Duc                            | 21004      | 21510       | Montbard       | Châtillon-sur-Seine                             | CC du Pays Châtillonnais                          | 24,86            | 263 (2022)                        | 11                 | modifier les données · modifier les données |
| Aiserey                                  | 21005      | 21110       | Dijon          | Genlis                                          | CC de la Plaine Dijonnaise                        | 10,50            | 1 489 (2022)                      | 142                | modifier les données · modifier les données |
| Aisey-sur-Seine                          | 21006      | 21400       | Montbard       | Châtillon-sur-Seine                             | CC du Pays Châtillonnais                          | 12,72            | 166 (2022)                        | 13                 | modifier les données · modifier les données |
| Aisy-sous-Thil                           | 21007      | 21390       | Montbard       | Semur-en-Auxois                                 | CC des Terres d'Auxois                            | 8,30             | 203 (2022)                        | 24                 | modifier les données · modifier les données |
| Alise-Sainte-Reine                       | 21008      | 21150       | Montbard       | Montbard                                        | CC du Pays d'Alésia et de la Seine                | 3,83             | 568 (2022)                        | 148                | modifier les données · modifier les données |
| Allerey                                  | 21009      | 21230       | Beaune         | Arnay-le-Duc                                    | CC du Pays d'Arnay Liernais                       | 18,99            | 175 (2022)                        | 9,2                | modifier les données · modifier les données |
| Aloxe-Corton                             | 21010      | 21420       | Beaune         | Ladoix-Serrigny                                 | CA Beaune Côte et Sud                             | 2,63             | 135 (2022)                        | 51                 | modifier les données · modifier les données |
| Ampilly-le-Sec                           | 21012      | 21400       | Montbard       | Châtillon-sur-Seine                             | CC du Pays Châtillonnais                          | 24,40            | 329 (2022)                        | 13                 | modifier les données · modifier les données |
| Ampilly-les-Bordes                       | 21011      | 21450       | Montbard       | Châtillon-sur-Seine                             | CC du Pays Châtillonnais                          | 14,48            | 81 (2022)                         | 5,6                | modifier les données · modifier les données |
| Ancey                                    | 21013      | 21410       | Dijon          | Talant                                          | CC Ouche et Montagne                              | 8,47             | 451 (2022)                        | 53                 | modifier les données · modifier les données |
| Antheuil                                 | 21014      | 21360       | Beaune         | Arnay-le-Duc                                    | CC de Pouilly-en-Auxois - Bligny-sur-Ouche        | 10,28            | 62 (2022)                         | 6,0                | modifier les données · modifier les données |
| Antigny-la-Ville                         | 21015      | 21230       | Beaune         | Arnay-le-Duc                                    | CC du Pays d'Arnay Liernais                       | 8,40             | 87 (2022)                         | 10                 | modifier les données · modifier les données |
| Arc-sur-Tille                            | 21021      | 21560       | Dijon          | Saint-Apollinaire                               | CC Norge et Tille                                 | 22,71            | 2 590 (2022)                      | 114                | modifier les données · modifier les données |
| Arceau                                   | 21016      | 21310       | Dijon          | Saint-Apollinaire                               | CC Mirebellois et Fontenois                       | 21,60            | 990 (2022)                        | 46                 | modifier les données · modifier les données |
| Arcenant                                 | 21017      | 21700       | Beaune         | Nuits-Saint-Georges                             | CC de Gevrey-Chambertin et de Nuits-Saint-Georges | 10,12            | 510 (2022)                        | 50                 | modifier les données · modifier les données |
| Arcey                                    | 21018      | 21410       | Dijon          | Talant                                          | CC Ouche et Montagne                              | 3,47             | 52 (2022)                         | 15                 | modifier les données · modifier les données |
| Arconcey                                 | 21020      | 21320       | Beaune         | Arnay-le-Duc                                    | CC de Pouilly-en-Auxois - Bligny-sur-Ouche        | 15,06            | 218 (2022)                        | 14                 | modifier les données · modifier les données |
| Argilly                                  | 21022      | 21700       | Beaune         | Nuits-Saint-Georges                             | CC de Gevrey-Chambertin et de Nuits-Saint-Georges | 34,12            | 540 (2022)                        | 16                 | modifier les données · modifier les données |
| Arnay-le-Duc                             | 21023      | 21230       | Beaune         | Arnay-le-Duc                                    | CC du Pays d'Arnay Liernais                       | 11,95            | 1 355 (2022)                      | 113                | modifier les données · modifier les données |
| Arnay-sous-Vitteaux                      | 21024      | 21350       | Montbard       | Semur-en-Auxois                                 | CC des Terres d'Auxois                            | 12,14            | 112 (2022)                        | 9,2                | modifier les données · modifier les données |
| Arrans                                   | 21025      | 21500       | Montbard       | Montbard                                        | CC du Montbardois                                 | 10,52            | 63 (2022)                         | 6,0                | modifier les données · modifier les données |
| Asnières-en-Montagne                     | 21026      | 21500       | Montbard       | Montbard                                        | CC du Montbardois                                 | 28,47            | 170 (2022)                        | 6,0                | modifier les données · modifier les données |
| Asnières-lès-Dijon                       | 21027      | 21380       | Dijon          | Fontaine-lès-Dijon                              | CC Norge et Tille                                 | 4,55             | 1 320 (2022)                      | 290                | modifier les données · modifier les données |
| Athée                                    | 21028      | 21130       | Dijon          | Auxonne                                         | CC Auxonne Pontailler Val de Saône                | 9,43             | 794 (2022)                        | 84                 | modifier les données · modifier les données |
| Athie                                    | 21029      | 21500       | Montbard       | Montbard                                        | CC du Montbardois                                 | 5,92             | 80 (2022)                         | 14                 | modifier les données · modifier les données |
| Aubaine                                  | 21030      | 21360       | Beaune         | Arnay-le-Duc                                    | CC de Pouilly-en-Auxois - Bligny-sur-Ouche        | 16,21            | 89 (2022)                         | 5,5                | modifier les données · modifier les données |
| Aubigny-en-Plaine                        | 21031      | 21170       | Beaune         | Brazey-en-Plaine                                | CC Rives de Saône                                 | 6,34             | 544 (2022)                        | 86                 | modifier les données · modifier les données |
| Aubigny-la-Ronce                         | 21032      | 21340       | Beaune         | Arnay-le-Duc                                    | CA Beaune Côte et Sud                             | 11,79            | 170 (2022)                        | 14                 | modifier les données · modifier les données |
| Aubigny-lès-Sombernon                    | 21033      | 21540       | Dijon          | Talant                                          | CC Ouche et Montagne                              | 7,93             | 170 (2022)                        | 21                 | modifier les données · modifier les données |
| Autricourt                               | 21034      | 21570       | Montbard       | Châtillon-sur-Seine                             | CC du Pays Châtillonnais                          | 26,77            | 136 (2022)                        | 5,1                | modifier les données · modifier les données |
| Auvillars-sur-Saône                      | 21035      | 21250       | Beaune         | Brazey-en-Plaine                                | CC Rives de Saône                                 | 6,74             | 339 (2022)                        | 50                 | modifier les données · modifier les données |
| Auxant                                   | 21036      | 21360       | Beaune         | Arnay-le-Duc                                    | CC de Pouilly-en-Auxois - Bligny-sur-Ouche        | 5,56             | 83 (2022)                         | 15                 | modifier les données · modifier les données |
| Auxey-Duresses                           | 21037      | 21190       | Beaune         | Ladoix-Serrigny                                 | CA Beaune Côte et Sud                             | 11,09            | 297 (2022)                        | 27                 | modifier les données · modifier les données |
| Auxonne                                  | 21038      | 21130       | Dijon          | Auxonne                                         | CC Auxonne Pontailler Val de Saône                | 40,65            | 7 592 (2022)                      | 187                | modifier les données · modifier les données |
| Avelanges                                | 21039      | 21120       | Dijon          | Is-sur-Tille                                    | CC des Vallées de la Tille et de l'Ignon          | 6,08             | 35 (2022)                         | 5,8                | modifier les données · modifier les données |
| Avosnes                                  | 21040      | 21350       | Montbard       | Semur-en-Auxois                                 | CC des Terres d'Auxois                            | 11,54            | 88 (2022)                         | 7,6                | modifier les données · modifier les données |
| Avot                                     | 21041      | 21580       | Dijon          | Is-sur-Tille                                    | CC Tille et Venelle                               | 21,67            | 189 (2022)                        | 8,7                | modifier les données · modifier les données |
| Bagnot                                   | 21042      | 21700       | Beaune         | Brazey-en-Plaine                                | CC Rives de Saône                                 | 12,57            | 156 (2022)                        | 12                 | modifier les données · modifier les données |
| Baigneux-les-Juifs                       | 21043      | 21450       | Montbard       | Châtillon-sur-Seine                             | CC du Pays Châtillonnais                          | 12,47            | 203 (2022)                        | 16                 | modifier les données · modifier les données |
| Balot                                    | 21044      | 21330       | Montbard       | Châtillon-sur-Seine                             | CC du Pays Châtillonnais                          | 15,54            | 93 (2022)                         | 6,0                | modifier les données · modifier les données |
| Barbirey-sur-Ouche                       | 21045      | 21410       | Dijon          | Talant                                          | CC Ouche et Montagne                              | 10,76            | 242 (2022)                        | 22                 | modifier les données · modifier les données |
| Bard-le-Régulier                         | 21046      | 21430       | Beaune         | Arnay-le-Duc                                    | CC du Pays d'Arnay Liernais                       | 9,10             | 75 (2022)                         | 8,2                | modifier les données · modifier les données |
| Bard-lès-Époisses                        | 21047      | 21460       | Montbard       | Semur-en-Auxois                                 | CC des Terres d'Auxois                            | 3,54             | 72 (2022)                         | 20                 | modifier les données · modifier les données |
| Barges                                   | 21048      | 21910       | Beaune         | Nuits-Saint-Georges                             | CC de Gevrey-Chambertin et de Nuits-Saint-Georges | 3,85             | 656 (2022)                        | 170                | modifier les données · modifier les données |
| Barjon                                   | 21049      | 21580       | Dijon          | Is-sur-Tille                                    | CC Tille et Venelle                               | 4,57             | 34 (2022)                         | 7,4                | modifier les données · modifier les données |
| Baubigny                                 | 21050      | 21340       | Beaune         | Arnay-le-Duc                                    | CA Beaune Côte et Sud                             | 10,31            | 208 (2022)                        | 20                 | modifier les données · modifier les données |
| Baulme-la-Roche                          | 21051      | 21410       | Dijon          | Talant                                          | CC Ouche et Montagne                              | 6,69             | 92 (2022)                         | 14                 | modifier les données · modifier les données |
| Beaulieu                                 | 21052      | 21510       | Montbard       | Châtillon-sur-Seine                             | CC du Pays Châtillonnais                          | 6,60             | 27 (2022)                         | 4,1                | modifier les données · modifier les données |
| Beaumont-sur-Vingeanne                   | 21053      | 21310       | Dijon          | Saint-Apollinaire                               | CC Mirebellois et Fontenois                       | 11,72            | 198 (2022)                        | 17                 | modifier les données · modifier les données |
| Beaune                                   | 21054      | 21200       | Beaune         | Beaune                                          | CA Beaune Côte et Sud                             | 31,30            | 20 233 (2022)                     | 646                | modifier les données · modifier les données |
| Beaunotte                                | 21055      | 21510       | Montbard       | Châtillon-sur-Seine                             | CC du Pays Châtillonnais                          | 8,50             | 15 (2022)                         | 1,8                | modifier les données · modifier les données |
| Beire-le-Châtel                          | 21056      | 21310       | Dijon          | Saint-Apollinaire                               | CC Mirebellois et Fontenois                       | 19,25            | 907 (2022)                        | 47                 | modifier les données · modifier les données |
| Beire-le-Fort                            | 21057      | 21110       | Dijon          | Genlis                                          | CC de la Plaine Dijonnaise                        | 5,27             | 343 (2022)                        | 65                 | modifier les données · modifier les données |
| Belan-sur-Ource                          | 21058      | 21570       | Montbard       | Châtillon-sur-Seine                             | CC du Pays Châtillonnais                          | 20,44            | 228 (2022)                        | 11                 | modifier les données · modifier les données |
| Bellefond                                | 21059      | 21490       | Dijon          | Fontaine-lès-Dijon                              | CC Norge et Tille                                 | 2,47             | 918 (2022)                        | 372                | modifier les données · modifier les données |
| Belleneuve                               | 21060      | 21310       | Dijon          | Saint-Apollinaire                               | CC Mirebellois et Fontenois                       | 14,47            | 1 575 (2022)                      | 109                | modifier les données · modifier les données |
| Bellenod-sur-Seine                       | 21061      | 21510       | Montbard       | Châtillon-sur-Seine                             | CC du Pays Châtillonnais                          | 14,59            | 68 (2022)                         | 4,7                | modifier les données · modifier les données |
| Bellenot-sous-Pouilly                    | 21062      | 21320       | Beaune         | Arnay-le-Duc                                    | CC de Pouilly-en-Auxois - Bligny-sur-Ouche        | 14,63            | 230 (2022)                        | 16                 | modifier les données · modifier les données |
| Beneuvre                                 | 21063      | 21290       | Montbard       | Châtillon-sur-Seine                             | CC du Pays Châtillonnais                          | 15,40            | 92 (2022)                         | 6,0                | modifier les données · modifier les données |
| Benoisey                                 | 21064      | 21500       | Montbard       | Montbard                                        | CC du Montbardois                                 | 5,80             | 96 (2022)                         | 17                 | modifier les données · modifier les données |
| Bessey-en-Chaume                         | 21065      | 21360       | Beaune         | Arnay-le-Duc                                    | CC de Pouilly-en-Auxois - Bligny-sur-Ouche        | 10,46            | 119 (2022)                        | 11                 | modifier les données · modifier les données |
| Bessey-la-Cour                           | 21066      | 21360       | Beaune         | Arnay-le-Duc                                    | CC de Pouilly-en-Auxois - Bligny-sur-Ouche        | 4,59             | 54 (2022)                         | 12                 | modifier les données · modifier les données |
| Bessey-lès-Cîteaux                       | 21067      | 21110       | Dijon          | Genlis                                          | CC de la Plaine Dijonnaise                        | 10,30            | 685 (2022)                        | 67                 | modifier les données · modifier les données |
| Beurey-Bauguay                           | 21068      | 21320       | Beaune         | Arnay-le-Duc                                    | CC de Pouilly-en-Auxois - Bligny-sur-Ouche        | 7,30             | 120 (2022)                        | 16                 | modifier les données · modifier les données |
| Beurizot                                 | 21069      | 21350       | Montbard       | Semur-en-Auxois                                 | CC des Terres d'Auxois                            | 14,50            | 112 (2022)                        | 7,7                | modifier les données · modifier les données |
| Bévy                                     | 21070      | 21220       | Beaune         | Longvic                                         | CC de Gevrey-Chambertin et de Nuits-Saint-Georges | 5,26             | 135 (2022)                        | 26                 | modifier les données · modifier les données |
| Bèze                                     | 21071      | 21310       | Dijon          | Saint-Apollinaire                               | CC Mirebellois et Fontenois                       | 23,40            | 730 (2022)                        | 31                 | modifier les données · modifier les données |
| Bézouotte                                | 21072      | 21310       | Dijon          | Saint-Apollinaire                               | CC Mirebellois et Fontenois                       | 1,10             | 202 (2022)                        | 184                | modifier les données · modifier les données |
| Billey                                   | 21074      | 21130       | Dijon          | Auxonne                                         | CC Auxonne Pontailler Val de Saône                | 3,83             | 248 (2022)                        | 65                 | modifier les données · modifier les données |
| Billy-lès-Chanceaux                      | 21075      | 21450       | Montbard       | Châtillon-sur-Seine                             | CC du Pays Châtillonnais                          | 22,29            | 68 (2022)                         | 3,1                | modifier les données · modifier les données |
| Binges                                   | 21076      | 21270       | Dijon          | Auxonne                                         | CC Auxonne Pontailler Val de Saône                | 17,66            | 865 (2022)                        | 49                 | modifier les données · modifier les données |
| Bissey-la-Côte                           | 21077      | 21520       | Montbard       | Châtillon-sur-Seine                             | CC du Pays Châtillonnais                          | 19,93            | 132 (2022)                        | 6,6                | modifier les données · modifier les données |
| Bissey-la-Pierre                         | 21078      | 21330       | Montbard       | Châtillon-sur-Seine                             | CC du Pays Châtillonnais                          | 8,44             | 68 (2022)                         | 8,1                | modifier les données · modifier les données |
| Blagny-sur-Vingeanne                     | 21079      | 21310       | Dijon          | Saint-Apollinaire                               | CC Mirebellois et Fontenois                       | 7,56             | 125 (2022)                        | 17                 | modifier les données · modifier les données |
| Blaisy-Bas                               | 21080      | 21540       | Dijon          | Talant                                          | CC Ouche et Montagne                              | 13,27            | 664 (2022)                        | 50                 | modifier les données · modifier les données |
| Blaisy-Haut                              | 21081      | 21540       | Dijon          | Talant                                          | CC Ouche et Montagne                              | 8,31             | 125 (2022)                        | 15                 | modifier les données · modifier les données |
| Blancey                                  | 21082      | 21320       | Beaune         | Arnay-le-Duc                                    | CC de Pouilly-en-Auxois - Bligny-sur-Ouche        | 6,73             | 55 (2022)                         | 8,2                | modifier les données · modifier les données |
| Blanot                                   | 21083      | 21430       | Beaune         | Arnay-le-Duc                                    | CC du Pays d'Arnay Liernais                       | 18,26            | 120 (2022)                        | 6,6                | modifier les données · modifier les données |
| Bligny-le-Sec                            | 21085      | 21440       | Dijon          | Fontaine-lès-Dijon                              | CC Forêts, Seine et Suzon                         | 16,61            | 145 (2022)                        | 8,7                | modifier les données · modifier les données |
| Bligny-lès-Beaune                        | 21086      | 21200       | Beaune         | Ladoix-Serrigny                                 | CA Beaune Côte et Sud                             | 7,30             | 1 273 (2022)                      | 174                | modifier les données · modifier les données |
| Bligny-sur-Ouche                         | 21087      | 21360       | Beaune         | Arnay-le-Duc                                    | CC de Pouilly-en-Auxois - Bligny-sur-Ouche        | 27,99            | 815 (2022)                        | 29                 | modifier les données · modifier les données |
| Boncourt-le-Bois                         | 21088      | 21700       | Beaune         | Nuits-Saint-Georges                             | CC de Gevrey-Chambertin et de Nuits-Saint-Georges | 7,58             | 272 (2022)                        | 36                 | modifier les données · modifier les données |
| Bonnencontre                             | 21089      | 21250       | Beaune         | Brazey-en-Plaine                                | CC Rives de Saône                                 | 10,83            | 441 (2022)                        | 41                 | modifier les données · modifier les données |
| Boudreville                              | 21090      | 21520       | Montbard       | Châtillon-sur-Seine                             | CC du Pays Châtillonnais                          | 7,94             | 60 (2022)                         | 7,6                | modifier les données · modifier les données |
| Bouhey                                   | 21091      | 21360       | Beaune         | Arnay-le-Duc                                    | CC de Pouilly-en-Auxois - Bligny-sur-Ouche        | 7,64             | 50 (2022)                         | 6,5                | modifier les données · modifier les données |
| Bouilland                                | 21092      | 21420       | Beaune         | Ladoix-Serrigny                                 | CA Beaune Côte et Sud                             | 16,65            | 242 (2022)                        | 15                 | modifier les données · modifier les données |
| Bouix                                    | 21093      | 21330       | Montbard       | Châtillon-sur-Seine                             | CC du Pays Châtillonnais                          | 15,64            | 151 (2022)                        | 9,7                | modifier les données · modifier les données |
| Bourberain                               | 21094      | 21610       | Dijon          | Saint-Apollinaire                               | CC Mirebellois et Fontenois                       | 30,71            | 388 (2022)                        | 13                 | modifier les données · modifier les données |
| Bousselange                              | 21095      | 21250       | Beaune         | Brazey-en-Plaine                                | CC Rives de Saône                                 | 7,20             | 52 (2022)                         | 7,2                | modifier les données · modifier les données |
| Boussenois                               | 21096      | 21260       | Dijon          | Is-sur-Tille                                    | CC Tille et Venelle                               | 12,49            | 106 (2022)                        | 8,5                | modifier les données · modifier les données |
| Boussey                                  | 21097      | 21350       | Montbard       | Semur-en-Auxois                                 | CC des Terres d'Auxois                            | 5,57             | 34 (2022)                         | 6,1                | modifier les données · modifier les données |
| Boux-sous-Salmaise                       | 21098      | 21690       | Montbard       | Montbard                                        | CC du Pays d'Alésia et de la Seine                | 14,64            | 125 (2022)                        | 8,5                | modifier les données · modifier les données |
| Bouze-lès-Beaune                         | 21099      | 21200       | Beaune         | Ladoix-Serrigny                                 | CA Beaune Côte et Sud                             | 6,91             | 306 (2022)                        | 44                 | modifier les données · modifier les données |
| Brain                                    | 21100      | 21350       | Montbard       | Semur-en-Auxois                                 | CC des Terres d'Auxois                            | 4,13             | 35 (2022)                         | 8,5                | modifier les données · modifier les données |
| Braux                                    | 21101      | 21390       | Montbard       | Semur-en-Auxois                                 | CC des Terres d'Auxois                            | 12,84            | 175 (2022)                        | 14                 | modifier les données · modifier les données |
| Brazey-en-Morvan                         | 21102      | 21430       | Beaune         | Arnay-le-Duc                                    | CC du Pays d'Arnay Liernais                       | 17,22            | 150 (2022)                        | 8,7                | modifier les données · modifier les données |
| Brazey-en-Plaine                         | 21103      | 21470       | Beaune         | Brazey-en-Plaine                                | CC Rives de Saône                                 | 25,55            | 2 425 (2022)                      | 95                 | modifier les données · modifier les données |
| Brémur-et-Vaurois                        | 21104      | 21400       | Montbard       | Châtillon-sur-Seine                             | CC du Pays Châtillonnais                          | 9,31             | 44 (2022)                         | 4,7                | modifier les données · modifier les données |
| Bressey-sur-Tille                        | 21105      | 21560       | Dijon          | Chevigny-Saint-Sauveur                          | Dijon Métropole                                   | 7,26             | 1 110 (2022)                      | 153                | modifier les données · modifier les données |
| Bretenière                               | 21106      | 21110       | Dijon          | Longvic                                         | Dijon Métropole                                   | 6,03             | 935 (2022)                        | 155                | modifier les données · modifier les données |
| Bretigny                                 | 21107      | 21490       | Dijon          | Fontaine-lès-Dijon                              | CC Norge et Tille                                 | 6,84             | 903 (2022)                        | 132                | modifier les données · modifier les données |
| Brianny                                  | 21108      | 21390       | Montbard       | Semur-en-Auxois                                 | CC des Terres d'Auxois                            | 7,53             | 105 (2022)                        | 14                 | modifier les données · modifier les données |
| Brion-sur-Ource                          | 21109      | 21570       | Montbard       | Châtillon-sur-Seine                             | CC du Pays Châtillonnais                          | 14,01            | 216 (2022)                        | 15                 | modifier les données · modifier les données |
| Brochon                                  | 21110      | 21220       | Beaune         | Longvic                                         | CC de Gevrey-Chambertin et de Nuits-Saint-Georges | 7,46             | 662 (2022)                        | 89                 | modifier les données · modifier les données |
| Brognon                                  | 21111      | 21490       | Dijon          | Fontaine-lès-Dijon                              | CC Norge et Tille                                 | 6,24             | 318 (2022)                        | 51                 | modifier les données · modifier les données |
| Broin                                    | 21112      | 21250       | Beaune         | Brazey-en-Plaine                                | CC Rives de Saône                                 | 14,18            | 410 (2022)                        | 29                 | modifier les données · modifier les données |
| Broindon                                 | 21113      | 21220       | Beaune         | Nuits-Saint-Georges                             | CC de Gevrey-Chambertin et de Nuits-Saint-Georges | 4,64             | 197 (2022)                        | 42                 | modifier les données · modifier les données |
| Buffon                                   | 21114      | 21500       | Montbard       | Montbard                                        | CC du Montbardois                                 | 8,88             | 154 (2022)                        | 17                 | modifier les données · modifier les données |
| Buncey                                   | 21115      | 21400       | Montbard       | Châtillon-sur-Seine                             | CC du Pays Châtillonnais                          | 27,02            | 358 (2022)                        | 13                 | modifier les données · modifier les données |
| Bure-les-Templiers                       | 21116      | 21290       | Montbard       | Châtillon-sur-Seine                             | CC du Pays Châtillonnais                          | 35,03            | 135 (2022)                        | 3,9                | modifier les données · modifier les données |
| Busseaut                                 | 21117      | 21510       | Montbard       | Châtillon-sur-Seine                             | CC du Pays Châtillonnais                          | 10,62            | 52 (2022)                         | 4,9                | modifier les données · modifier les données |
| Busserotte-et-Montenaille                | 21118      | 21580       | Dijon          | Is-sur-Tille                                    | CC Tille et Venelle                               | 6,56             | 33 (2022)                         | 5,0                | modifier les données · modifier les données |
| La Bussière-sur-Ouche                    | 21120      | 21360       | Beaune         | Arnay-le-Duc                                    | CC de Pouilly-en-Auxois - Bligny-sur-Ouche        | 20,65            | 185 (2022)                        | 9,0                | modifier les données · modifier les données |
| Bussières                                | 21119      | 21580       | Dijon          | Is-sur-Tille                                    | CC Tille et Venelle                               | 6,31             | 44 (2022)                         | 7,0                | modifier les données · modifier les données |
| Bussy-la-Pesle                           | 21121      | 21540       | Dijon          | Talant                                          | CC Ouche et Montagne                              | 11,47            | 75 (2022)                         | 6,5                | modifier les données · modifier les données |
| Bussy-le-Grand                           | 21122      | 21150       | Montbard       | Montbard                                        | CC du Pays d'Alésia et de la Seine                | 29,69            | 306 (2022)                        | 10                 | modifier les données · modifier les données |
| Buxerolles                               | 21123      | 21290       | Montbard       | Châtillon-sur-Seine                             | CC du Pays Châtillonnais                          | 11,97            | 34 (2022)                         | 2,8                | modifier les données · modifier les données |
| Censerey                                 | 21124      | 21430       | Beaune         | Arnay-le-Duc                                    | CC du Pays d'Arnay Liernais                       | 11,99            | 180 (2022)                        | 15                 | modifier les données · modifier les données |
| Cérilly                                  | 21125      | 21330       | Montbard       | Châtillon-sur-Seine                             | CC du Pays Châtillonnais                          | 13,90            | 214 (2022)                        | 15                 | modifier les données · modifier les données |
| Cessey-sur-Tille                         | 21126      | 21110       | Dijon          | Genlis                                          | CC de la Plaine Dijonnaise                        | 11,54            | 625 (2022)                        | 54                 | modifier les données · modifier les données |
| Chaignay                                 | 21127      | 21120       | Dijon          | Is-sur-Tille                                    | CC des Vallées de la Tille et de l'Ignon          | 25,05            | 500 (2022)                        | 20                 | modifier les données · modifier les données |
| Chailly-sur-Armançon                     | 21128      | 21320       | Beaune         | Arnay-le-Duc                                    | CC de Pouilly-en-Auxois - Bligny-sur-Ouche        | 18,65            | 276 (2022)                        | 15                 | modifier les données · modifier les données |
| Chambain                                 | 21129      | 21290       | Montbard       | Châtillon-sur-Seine                             | CC du Pays Châtillonnais                          | 9,75             | 28 (2022)                         | 2,9                | modifier les données · modifier les données |
| Chambeire                                | 21130      | 21110       | Dijon          | Genlis                                          | CC de la Plaine Dijonnaise                        | 6,21             | 413 (2022)                        | 67                 | modifier les données · modifier les données |
| Chamblanc                                | 21131      | 21250       | Beaune         | Brazey-en-Plaine                                | CC Rives de Saône                                 | 10,21            | 464 (2022)                        | 45                 | modifier les données · modifier les données |
| Chambœuf                                 | 21132      | 21220       | Beaune         | Longvic                                         | CC de Gevrey-Chambertin et de Nuits-Saint-Georges | 11,25            | 384 (2022)                        | 34                 | modifier les données · modifier les données |
| Chambolle-Musigny                        | 21133      | 21220       | Beaune         | Longvic                                         | CC de Gevrey-Chambertin et de Nuits-Saint-Georges | 7,57             | 268 (2022)                        | 35                 | modifier les données · modifier les données |
| Chamesson                                | 21134      | 21400       | Montbard       | Châtillon-sur-Seine                             | CC du Pays Châtillonnais                          | 15,76            | 241 (2022)                        | 15                 | modifier les données · modifier les données |
| Champ-d'Oiseau                           | 21137      | 21500       | Montbard       | Montbard                                        | CC du Montbardois                                 | 4,83             | 110 (2022)                        | 23                 | modifier les données · modifier les données |
| Champagne-sur-Vingeanne                  | 21135      | 21310       | Dijon          | Saint-Apollinaire                               | CC Mirebellois et Fontenois                       | 13,25            | 313 (2022)                        | 24                 | modifier les données · modifier les données |
| Champagny                                | 21136      | 21440       | Dijon          | Fontaine-lès-Dijon                              | CC Forêts, Seine et Suzon                         | 7,12             | 27 (2022)                         | 3,8                | modifier les données · modifier les données |
| Champdôtre                               | 21138      | 21130       | Dijon          | Auxonne                                         | CC Auxonne Pontailler Val de Saône                | 10,44            | 603 (2022)                        | 58                 | modifier les données · modifier les données |
| Champeau-en-Morvan                       | 21139      | 21210       | Montbard       | Semur-en-Auxois                                 | CC de Saulieu-Morvan                              | 33,95            | 223 (2022)                        | 6,6                | modifier les données · modifier les données |
| Champignolles                            | 21140      | 21230       | Beaune         | Arnay-le-Duc                                    | CC du Pays d'Arnay Liernais                       | 6,34             | 79 (2022)                         | 12                 | modifier les données · modifier les données |
| Champrenault                             | 21141      | 21690       | Montbard       | Semur-en-Auxois                                 | CC des Terres d'Auxois                            | 4,18             | 37 (2022)                         | 8,9                | modifier les données · modifier les données |
| Chanceaux                                | 21142      | 21440       | Dijon          | Is-sur-Tille                                    | CC Forêts, Seine et Suzon                         | 21,27            | 206 (2022)                        | 9,7                | modifier les données · modifier les données |
| Channay                                  | 21143      | 21330       | Montbard       | Châtillon-sur-Seine                             | CC du Pays Châtillonnais                          | 13,33            | 59 (2022)                         | 4,4                | modifier les données · modifier les données |
| Charencey                                | 21144      | 21690       | Montbard       | Montbard                                        | CC du Pays d'Alésia et de la Seine                | 4,84             | 37 (2022)                         | 7,6                | modifier les données · modifier les données |
| Charigny                                 | 21145      | 21140       | Montbard       | Semur-en-Auxois                                 | CC des Terres d'Auxois                            | 3,07             | 36 (2022)                         | 12                 | modifier les données · modifier les données |
| Charmes                                  | 21146      | 21310       | Dijon          | Saint-Apollinaire                               | CC Mirebellois et Fontenois                       | 6,53             | 119 (2022)                        | 18                 | modifier les données · modifier les données |
| Charny                                   | 21147      | 21350       | Montbard       | Semur-en-Auxois                                 | CC des Terres d'Auxois                            | 7,80             | 34 (2022)                         | 4,4                | modifier les données · modifier les données |
| Charrey-sur-Saône                        | 21148      | 21170       | Beaune         | Brazey-en-Plaine                                | CC Rives de Saône                                 | 5,75             | 333 (2022)                        | 58                 | modifier les données · modifier les données |
| Charrey-sur-Seine                        | 21149      | 21400       | Montbard       | Châtillon-sur-Seine                             | CC du Pays Châtillonnais                          | 12,68            | 137 (2022)                        | 11                 | modifier les données · modifier les données |
| Chassagne-Montrachet                     | 21150      | 21190       | Beaune         | Ladoix-Serrigny                                 | CA Beaune Côte et Sud                             | 6,50             | 263 (2022)                        | 40                 | modifier les données · modifier les données |
| Chassey                                  | 21151      | 21150       | Montbard       | Semur-en-Auxois                                 | CC des Terres d'Auxois                            | 6,65             | 92 (2022)                         | 14                 | modifier les données · modifier les données |
| Châteauneuf                              | 21152      | 21320       | Beaune         | Arnay-le-Duc                                    | CC de Pouilly-en-Auxois - Bligny-sur-Ouche        | 10,06            | 81 (2022)                         | 8,1                | modifier les données · modifier les données |
| Châtellenot                              | 21153      | 21320       | Beaune         | Arnay-le-Duc                                    | CC de Pouilly-en-Auxois - Bligny-sur-Ouche        | 11,52            | 163 (2022)                        | 14                 | modifier les données · modifier les données |
| Châtillon-sur-Seine                      | 21154      | 21400       | Montbard       | Châtillon-sur-Seine                             | CC du Pays Châtillonnais                          | 33,15            | 5 404 (2022)                      | 163                | modifier les données · modifier les données |
| Chaudenay-la-Ville                       | 21155      | 21360       | Beaune         | Arnay-le-Duc                                    | CC de Pouilly-en-Auxois - Bligny-sur-Ouche        | 5,18             | 38 (2022)                         | 7,3                | modifier les données · modifier les données |
| Chaudenay-le-Château                     | 21156      | 21360       | Beaune         | Arnay-le-Duc                                    | CC de Pouilly-en-Auxois - Bligny-sur-Ouche        | 5,27             | 48 (2022)                         | 9,1                | modifier les données · modifier les données |
| Chaugey                                  | 21157      | 21290       | Montbard       | Châtillon-sur-Seine                             | CC du Pays Châtillonnais                          | 6,89             | 24 (2022)                         | 3,5                | modifier les données · modifier les données |
| La Chaume                                | 21159      | 21520       | Montbard       | Châtillon-sur-Seine                             | CC du Pays Châtillonnais                          | 33,10            | 97 (2022)                         | 2,9                | modifier les données · modifier les données |
| Chaume-et-Courchamp                      | 21158      | 21610       | Dijon          | Saint-Apollinaire                               | CC Mirebellois et Fontenois                       | 8,10             | 183 (2022)                        | 23                 | modifier les données · modifier les données |
| Chaume-lès-Baigneux                      | 21160      | 21450       | Montbard       | Châtillon-sur-Seine                             | CC du Pays Châtillonnais                          | 12,66            | 105 (2022)                        | 8,3                | modifier les données · modifier les données |
| Chaumont-le-Bois                         | 21161      | 21400       | Montbard       | Châtillon-sur-Seine                             | CC du Pays Châtillonnais                          | 7,54             | 79 (2022)                         | 10                 | modifier les données · modifier les données |
| Chaux                                    | 21162      | 21700       | Beaune         | Nuits-Saint-Georges                             | CC de Gevrey-Chambertin et de Nuits-Saint-Georges | 7,04             | 484 (2022)                        | 69                 | modifier les données · modifier les données |
| Chazeuil                                 | 21163      | 21260       | Dijon          | Is-sur-Tille                                    | CC Tille et Venelle                               | 18,55            | 187 (2022)                        | 10                 | modifier les données · modifier les données |
| Chazilly                                 | 21164      | 21320       | Beaune         | Arnay-le-Duc                                    | CC de Pouilly-en-Auxois - Bligny-sur-Ouche        | 8,79             | 148 (2022)                        | 17                 | modifier les données · modifier les données |
| Chemin-d'Aisey                           | 21165      | 21400       | Montbard       | Châtillon-sur-Seine                             | CC du Pays Châtillonnais                          | 8,51             | 63 (2022)                         | 7,4                | modifier les données · modifier les données |
| Chenôve                                  | 21166      | 21300       | Dijon          | Chenôve                                         | Dijon Métropole                                   | 7,42             | 14 299 (2022)                     | 1 927              | modifier les données · modifier les données |
| Cheuge                                   | 21167      | 21310       | Dijon          | Saint-Apollinaire                               | CC Mirebellois et Fontenois                       | 8,88             | 119 (2022)                        | 13                 | modifier les données · modifier les données |
| Chevannay                                | 21168      | 21540       | Montbard       | Semur-en-Auxois                                 | CC des Terres d'Auxois                            | 7,16             | 35 (2022)                         | 4,9                | modifier les données · modifier les données |
| Chevannes                                | 21169      | 21220       | Beaune         | Longvic                                         | CC de Gevrey-Chambertin et de Nuits-Saint-Georges | 6,29             | 169 (2022)                        | 27                 | modifier les données · modifier les données |
| Chevigny-en-Valière                      | 21170      | 21200       | Beaune         | Ladoix-Serrigny                                 | CA Beaune Côte et Sud                             | 5,50             | 409 (2022)                        | 74                 | modifier les données · modifier les données |
| Chevigny-Saint-Sauveur                   | 21171      | 21800       | Dijon          | Chevigny-Saint-Sauveur                          | Dijon Métropole                                   | 12,11            | 10 895 (2022)                     | 900                | modifier les données · modifier les données |
| Chivres                                  | 21172      | 21820       | Beaune         | Brazey-en-Plaine                                | CC Rives de Saône                                 | 8,23             | 275 (2022)                        | 33                 | modifier les données · modifier les données |
| Chorey-les-Beaune                        | 21173      | 21200       | Beaune         | Ladoix-Serrigny                                 | CA Beaune Côte et Sud                             | 5,59             | 596 (2022)                        | 107                | modifier les données · modifier les données |
| Cirey-lès-Pontailler                     | 21175      | 21270       | Dijon          | Auxonne                                         | CC Auxonne Pontailler Val de Saône                | 8,79             | 180 (2022)                        | 20                 | modifier les données · modifier les données |
| Civry-en-Montagne                        | 21176      | 21320       | Beaune         | Arnay-le-Duc                                    | CC de Pouilly-en-Auxois - Bligny-sur-Ouche        | 7,70             | 129 (2022)                        | 17                 | modifier les données · modifier les données |
| Clamerey                                 | 21177      | 21390       | Montbard       | Semur-en-Auxois                                 | CC des Terres d'Auxois                            | 12,08            | 181 (2022)                        | 15                 | modifier les données · modifier les données |
| Clénay                                   | 21179      | 21490       | Dijon          | Fontaine-lès-Dijon                              | CC Norge et Tille                                 | 5,61             | 904 (2022)                        | 161                | modifier les données · modifier les données |
| Cléry                                    | 21180      | 21270       | Dijon          | Auxonne                                         | CC Auxonne Pontailler Val de Saône                | 3,37             | 160 (2022)                        | 47                 | modifier les données · modifier les données |
| Clomot                                   | 21181      | 21230       | Beaune         | Arnay-le-Duc                                    | CC du Pays d'Arnay Liernais                       | 8,49             | 121 (2022)                        | 14                 | modifier les données · modifier les données |
| Collonges-et-Premières                   | 21183      | 21110       | Dijon          | Genlis                                          | CC de la Plaine Dijonnaise                        | 12,56            | 1 067 (2022)                      | 85                 | modifier les données · modifier les données |
| Collonges-lès-Bévy                       | 21182      | 21220       | Beaune         | Longvic                                         | CC de Gevrey-Chambertin et de Nuits-Saint-Georges | 5,39             | 99 (2022)                         | 18                 | modifier les données · modifier les données |
| Colombier                                | 21184      | 21360       | Beaune         | Arnay-le-Duc                                    | CC de Pouilly-en-Auxois - Bligny-sur-Ouche        | 3,90             | 66 (2022)                         | 17                 | modifier les données · modifier les données |
| Combertault                              | 21185      | 21200       | Beaune         | Ladoix-Serrigny                                 | CA Beaune Côte et Sud                             | 3,92             | 539 (2022)                        | 138                | modifier les données · modifier les données |
| Comblanchien                             | 21186      | 21700       | Beaune         | Nuits-Saint-Georges                             | CC de Gevrey-Chambertin et de Nuits-Saint-Georges | 3,61             | 604 (2022)                        | 167                | modifier les données · modifier les données |
| Commarin                                 | 21187      | 21320       | Beaune         | Arnay-le-Duc                                    | CC de Pouilly-en-Auxois - Bligny-sur-Ouche        | 6,39             | 121 (2022)                        | 19                 | modifier les données · modifier les données |
| Corberon                                 | 21189      | 21250       | Beaune         | Ladoix-Serrigny                                 | CA Beaune Côte et Sud                             | 11,72            | 429 (2022)                        | 37                 | modifier les données · modifier les données |
| Corcelles-les-Arts                       | 21190      | 21190       | Beaune         | Ladoix-Serrigny                                 | CA Beaune Côte et Sud                             | 5,47             | 435 (2022)                        | 80                 | modifier les données · modifier les données |
| Corcelles-lès-Cîteaux                    | 21191      | 21910       | Beaune         | Nuits-Saint-Georges                             | CC de Gevrey-Chambertin et de Nuits-Saint-Georges | 6,75             | 831 (2022)                        | 123                | modifier les données · modifier les données |
| Corcelles-les-Monts                      | 21192      | 21160       | Dijon          | Dijon-6                                         | Dijon Métropole                                   | 14,33            | 654 (2022)                        | 46                 | modifier les données · modifier les données |
| Corgengoux                               | 21193      | 21250       | Beaune         | Ladoix-Serrigny                                 | CA Beaune Côte et Sud                             | 12,53            | 381 (2022)                        | 30                 | modifier les données · modifier les données |
| Corgoloin                                | 21194      | 21700       | Beaune         | Nuits-Saint-Georges                             | CC de Gevrey-Chambertin et de Nuits-Saint-Georges | 12,58            | 968 (2022)                        | 77                 | modifier les données · modifier les données |
| Cormot-Vauchignon                        | 21195      | 21340       | Beaune         | Arnay-le-Duc                                    | CA Beaune Côte et Sud                             | 10,12            | 210 (2022)                        | 21                 | modifier les données · modifier les données |
| Corpeau                                  | 21196      | 21190       | Beaune         | Ladoix-Serrigny                                 | CA Beaune Côte et Sud                             | 4,67             | 962 (2022)                        | 206                | modifier les données · modifier les données |
| Corpoyer-la-Chapelle                     | 21197      | 21150       | Montbard       | Montbard                                        | CC du Pays d'Alésia et de la Seine                | 4,16             | 37 (2022)                         | 8,9                | modifier les données · modifier les données |
| Corrombles                               | 21198      | 21460       | Montbard       | Semur-en-Auxois                                 | CC des Terres d'Auxois                            | 11,46            | 242 (2022)                        | 21                 | modifier les données · modifier les données |
| Corsaint                                 | 21199      | 21460       | Montbard       | Semur-en-Auxois                                 | CC des Terres d'Auxois                            | 20,37            | 131 (2022)                        | 6,4                | modifier les données · modifier les données |
| Couchey                                  | 21200      | 21160       | Beaune         | Longvic                                         | CC de Gevrey-Chambertin et de Nuits-Saint-Georges | 12,70            | 1 108 (2022)                      | 87                 | modifier les données · modifier les données |
| Coulmier-le-Sec                          | 21201      | 21400       | Montbard       | Châtillon-sur-Seine                             | CC du Pays Châtillonnais                          | 32,29            | 240 (2022)                        | 7,4                | modifier les données · modifier les données |
| Courban                                  | 21202      | 21520       | Montbard       | Châtillon-sur-Seine                             | CC du Pays Châtillonnais                          | 17,62            | 140 (2022)                        | 7,9                | modifier les données · modifier les données |
| Courcelles-Frémoy                        | 21203      | 21460       | Montbard       | Semur-en-Auxois                                 | CC des Terres d'Auxois                            | 11,47            | 148 (2022)                        | 13                 | modifier les données · modifier les données |
| Courcelles-lès-Montbard                  | 21204      | 21500       | Montbard       | Montbard                                        | CC du Montbardois                                 | 6,12             | 87 (2022)                         | 14                 | modifier les données · modifier les données |
| Courcelles-lès-Semur                     | 21205      | 21140       | Montbard       | Semur-en-Auxois                                 | CC des Terres d'Auxois                            | 12,03            | 228 (2022)                        | 19                 | modifier les données · modifier les données |
| Courlon                                  | 21207      | 21580       | Dijon          | Is-sur-Tille                                    | CC Tille et Venelle                               | 9,86             | 76 (2022)                         | 7,7                | modifier les données · modifier les données |
| Courtivron                               | 21208      | 21120       | Dijon          | Is-sur-Tille                                    | CC des Vallées de la Tille et de l'Ignon          | 15,63            | 162 (2022)                        | 10                 | modifier les données · modifier les données |
| Couternon                                | 21209      | 21560       | Dijon          | Saint-Apollinaire                               | CC Norge et Tille                                 | 6,81             | 1 903 (2022)                      | 279                | modifier les données · modifier les données |
| Créancey                                 | 21210      | 21320       | Beaune         | Arnay-le-Duc                                    | CC de Pouilly-en-Auxois - Bligny-sur-Ouche        | 16,71            | 520 (2022)                        | 31                 | modifier les données · modifier les données |
| Crécey-sur-Tille                         | 21211      | 21120       | Dijon          | Is-sur-Tille                                    | CC des Vallées de la Tille et de l'Ignon          | 10,77            | 125 (2022)                        | 12                 | modifier les données · modifier les données |
| Crépand                                  | 21212      | 21500       | Montbard       | Montbard                                        | CC du Montbardois                                 | 5,79             | 317 (2022)                        | 55                 | modifier les données · modifier les données |
| Crugey                                   | 21214      | 21360       | Beaune         | Arnay-le-Duc                                    | CC de Pouilly-en-Auxois - Bligny-sur-Ouche        | 6,30             | 167 (2022)                        | 27                 | modifier les données · modifier les données |
| Cuiserey                                 | 21215      | 21310       | Dijon          | Saint-Apollinaire                               | CC Mirebellois et Fontenois                       | 6,33             | 174 (2022)                        | 27                 | modifier les données · modifier les données |
| Culètre                                  | 21216      | 21230       | Beaune         | Arnay-le-Duc                                    | CC du Pays d'Arnay Liernais                       | 5,59             | 101 (2022)                        | 18                 | modifier les données · modifier les données |
| Curley                                   | 21217      | 21220       | Beaune         | Longvic                                         | CC de Gevrey-Chambertin et de Nuits-Saint-Georges | 5,75             | 139 (2022)                        | 24                 | modifier les données · modifier les données |
| Curtil-Saint-Seine                       | 21218      | 21380       | Dijon          | Fontaine-lès-Dijon                              | CC Forêts, Seine et Suzon                         | 12,01            | 113 (2022)                        | 9,4                | modifier les données · modifier les données |
| Curtil-Vergy                             | 21219      | 21220       | Beaune         | Longvic                                         | CC de Gevrey-Chambertin et de Nuits-Saint-Georges | 2,70             | 156 (2022)                        | 58                 | modifier les données · modifier les données |
| Cussey-les-Forges                        | 21220      | 21580       | Dijon          | Is-sur-Tille                                    | CC Tille et Venelle                               | 23,32            | 147 (2022)                        | 6,3                | modifier les données · modifier les données |
| Cussy-la-Colonne                         | 21221      | 21360       | Beaune         | Arnay-le-Duc                                    | CC de Pouilly-en-Auxois - Bligny-sur-Ouche        | 6,09             | 44 (2022)                         | 7,2                | modifier les données · modifier les données |
| Cussy-le-Châtel                          | 21222      | 21230       | Beaune         | Arnay-le-Duc                                    | CC du Pays d'Arnay Liernais                       | 7,23             | 120 (2022)                        | 17                 | modifier les données · modifier les données |
| Daix                                     | 21223      | 21121       | Dijon          | Fontaine-lès-Dijon                              | Dijon Métropole                                   | 11,80            | 1 520 (2022)                      | 129                | modifier les données · modifier les données |
| Dampierre-en-Montagne                    | 21224      | 21350       | Montbard       | Semur-en-Auxois                                 | CC des Terres d'Auxois                            | 10,36            | 61 (2022)                         | 5,9                | modifier les données · modifier les données |
| Dampierre-et-Flée                        | 21225      | 21310       | Dijon          | Saint-Apollinaire                               | CC Mirebellois et Fontenois                       | 9,45             | 136 (2022)                        | 14                 | modifier les données · modifier les données |
| Darcey                                   | 21226      | 21150       | Montbard       | Montbard                                        | CC du Pays d'Alésia et de la Seine                | 18,91            | 332 (2022)                        | 18                 | modifier les données · modifier les données |
| Darois                                   | 21227      | 21121       | Dijon          | Fontaine-lès-Dijon                              | CC Forêts, Seine et Suzon                         | 8,12             | 490 (2022)                        | 60                 | modifier les données · modifier les données |
| Détain-et-Bruant                         | 21228      | 21220       | Beaune         | Longvic                                         | CC de Gevrey-Chambertin et de Nuits-Saint-Georges | 15,48            | 142 (2022)                        | 9,2                | modifier les données · modifier les données |
| Diancey                                  | 21229      | 21430       | Beaune         | Arnay-le-Duc                                    | CC du Pays d'Arnay Liernais                       | 9,96             | 98 (2022)                         | 9,8                | modifier les données · modifier les données |
| Diénay                                   | 21230      | 21120       | Dijon          | Is-sur-Tille                                    | CC des Vallées de la Tille et de l'Ignon          | 15,39            | 383 (2022)                        | 25                 | modifier les données · modifier les données |
| Dompierre-en-Morvan                      | 21232      | 21390       | Montbard       | Semur-en-Auxois                                 | CC des Terres d'Auxois                            | 15,01            | 200 (2022)                        | 13                 | modifier les données · modifier les données |
| Drambon                                  | 21233      | 21270       | Dijon          | Auxonne                                         | CC Auxonne Pontailler Val de Saône                | 4,77             | 186 (2022)                        | 39                 | modifier les données · modifier les données |
| Drée                                     | 21234      | 21540       | Dijon          | Talant                                          | CC Ouche et Montagne                              | 5,14             | 66 (2022)                         | 13                 | modifier les données · modifier les données |
| Duesme                                   | 21235      | 21510       | Montbard       | Châtillon-sur-Seine                             | CC du Pays Châtillonnais                          | 13,33            | 46 (2022)                         | 3,5                | modifier les données · modifier les données |
| Ébaty                                    | 21236      | 21190       | Beaune         | Ladoix-Serrigny                                 | CA Beaune Côte et Sud                             | 2,13             | 255 (2022)                        | 120                | modifier les données · modifier les données |
| Échalot                                  | 21237      | 21510       | Montbard       | Châtillon-sur-Seine                             | CC du Pays Châtillonnais                          | 27,65            | 97 (2022)                         | 3,5                | modifier les données · modifier les données |
| Échannay                                 | 21238      | 21540       | Dijon          | Talant                                          | CC Ouche et Montagne                              | 7,18             | 135 (2022)                        | 19                 | modifier les données · modifier les données |
| Échenon                                  | 21239      | 21170       | Beaune         | Brazey-en-Plaine                                | CC Rives de Saône                                 | 10,62            | 766 (2022)                        | 72                 | modifier les données · modifier les données |
| Échevannes                               | 21240      | 21120       | Dijon          | Is-sur-Tille                                    | CC des Vallées de la Tille et de l'Ignon          | 11,45            | 295 (2022)                        | 26                 | modifier les données · modifier les données |
| Échevronne                               | 21241      | 21420       | Beaune         | Ladoix-Serrigny                                 | CA Beaune Côte et Sud                             | 8,69             | 309 (2022)                        | 36                 | modifier les données · modifier les données |
| Échigey                                  | 21242      | 21110       | Dijon          | Genlis                                          | CC de la Plaine Dijonnaise                        | 5,45             | 307 (2022)                        | 56                 | modifier les données · modifier les données |
| Écutigny                                 | 21243      | 21360       | Beaune         | Arnay-le-Duc                                    | CC de Pouilly-en-Auxois - Bligny-sur-Ouche        | 5,69             | 79 (2022)                         | 14                 | modifier les données · modifier les données |
| Éguilly                                  | 21244      | 21320       | Beaune         | Arnay-le-Duc                                    | CC de Pouilly-en-Auxois - Bligny-sur-Ouche        | 5,69             | 70 (2022)                         | 12                 | modifier les données · modifier les données |
| Épagny                                   | 21245      | 21380       | Dijon          | Is-sur-Tille                                    | CC des Vallées de la Tille et de l'Ignon          | 12,39            | 325 (2022)                        | 26                 | modifier les données · modifier les données |
| Épernay-sous-Gevrey                      | 21246      | 21220       | Beaune         | Nuits-Saint-Georges                             | CC de Gevrey-Chambertin et de Nuits-Saint-Georges | 5,47             | 156 (2022)                        | 29                 | modifier les données · modifier les données |
| Époisses                                 | 21247      | 21460       | Montbard       | Semur-en-Auxois                                 | CC des Terres d'Auxois                            | 21,72            | 724 (2022)                        | 33                 | modifier les données · modifier les données |
| Éringes                                  | 21248      | 21500       | Montbard       | Montbard                                        | CC du Montbardois                                 | 6,01             | 57 (2022)                         | 9,5                | modifier les données · modifier les données |
| Esbarres                                 | 21249      | 21170       | Beaune         | Brazey-en-Plaine                                | CC Rives de Saône                                 | 15,86            | 681 (2022)                        | 43                 | modifier les données · modifier les données |
| Essarois                                 | 21250      | 21290       | Montbard       | Châtillon-sur-Seine                             | CC du Pays Châtillonnais                          | 18,25            | 84 (2022)                         | 4,6                | modifier les données · modifier les données |
| Essey                                    | 21251      | 21320       | Beaune         | Arnay-le-Duc                                    | CC de Pouilly-en-Auxois - Bligny-sur-Ouche        | 12,61            | 308 (2022)                        | 24                 | modifier les données · modifier les données |
| Étais                                    | 21252      | 21500       | Montbard       | Montbard                                        | CC du Montbardois                                 | 14,04            | 76 (2022)                         | 5,4                | modifier les données · modifier les données |
| Étalante                                 | 21253      | 21510       | Montbard       | Châtillon-sur-Seine                             | CC du Pays Châtillonnais                          | 39,15            | 128 (2022)                        | 3,3                | modifier les données · modifier les données |
| L'Étang-Vergy                            | 21254      | 21220       | Beaune         | Longvic                                         | CC de Gevrey-Chambertin et de Nuits-Saint-Georges | 2,65             | 203 (2022)                        | 77                 | modifier les données · modifier les données |
| Étaules                                  | 21255      | 21121       | Dijon          | Fontaine-lès-Dijon                              | CC Forêts, Seine et Suzon                         | 16,71            | 349 (2022)                        | 21                 | modifier les données · modifier les données |
| Étevaux                                  | 21256      | 21270       | Dijon          | Auxonne                                         | CC Auxonne Pontailler Val de Saône                | 8,67             | 316 (2022)                        | 36                 | modifier les données · modifier les données |
| Étormay                                  | 21257      | 21450       | Montbard       | Châtillon-sur-Seine                             | CC du Pays Châtillonnais                          | 12,60            | 66 (2022)                         | 5,2                | modifier les données · modifier les données |
| Étrochey                                 | 21258      | 21400       | Montbard       | Châtillon-sur-Seine                             | CC du Pays Châtillonnais                          | 3,21             | 207 (2022)                        | 64                 | modifier les données · modifier les données |
| Fain-lès-Montbard                        | 21259      | 21500       | Montbard       | Montbard                                        | CC du Montbardois                                 | 7,48             | 273 (2022)                        | 36                 | modifier les données · modifier les données |
| Fain-lès-Moutiers                        | 21260      | 21500       | Montbard       | Montbard                                        | CC du Montbardois                                 | 9,75             | 152 (2022)                        | 16                 | modifier les données · modifier les données |
| Fauverney                                | 21261      | 21110       | Dijon          | Genlis                                          | CC de la Plaine Dijonnaise                        | 8,68             | 620 (2022)                        | 71                 | modifier les données · modifier les données |
| Faverolles-lès-Lucey                     | 21262      | 21290       | Montbard       | Châtillon-sur-Seine                             | CC du Pays Châtillonnais                          | 10,08            | 29 (2022)                         | 2,9                | modifier les données · modifier les données |
| Fénay                                    | 21263      | 21600       | Dijon          | Longvic                                         | Dijon Métropole                                   | 10,46            | 1 724 (2022)                      | 165                | modifier les données · modifier les données |
| Le Fête                                  | 21264      | 21230       | Beaune         | Arnay-le-Duc                                    | CC du Pays d'Arnay Liernais                       | 3,11             | 45 (2022)                         | 14                 | modifier les données · modifier les données |
| Fixin                                    | 21265      | 21220       | Beaune         | Longvic                                         | CC de Gevrey-Chambertin et de Nuits-Saint-Georges | 10,12            | 717 (2022)                        | 71                 | modifier les données · modifier les données |
| Flacey                                   | 21266      | 21490       | Dijon          | Fontaine-lès-Dijon                              | CC Norge et Tille                                 | 6,79             | 210 (2022)                        | 31                 | modifier les données · modifier les données |
| Flagey-Echézeaux                         | 21267      | 21640       | Beaune         | Nuits-Saint-Georges                             | CC de Gevrey-Chambertin et de Nuits-Saint-Georges | 8,06             | 494 (2022)                        | 61                 | modifier les données · modifier les données |
| Flagey-lès-Auxonne                       | 21268      | 21130       | Dijon          | Auxonne                                         | CC Auxonne Pontailler Val de Saône                | 7,91             | 206 (2022)                        | 26                 | modifier les données · modifier les données |
| Flammerans                               | 21269      | 21130       | Dijon          | Auxonne                                         | CC Auxonne Pontailler Val de Saône                | 16,55            | 453 (2022)                        | 27                 | modifier les données · modifier les données |
| Flavignerot                              | 21270      | 21160       | Dijon          | Dijon-6                                         | Dijon Métropole                                   | 6,29             | 231 (2022)                        | 37                 | modifier les données · modifier les données |
| Flavigny-sur-Ozerain                     | 21271      | 21150       | Montbard       | Montbard                                        | CC du Pays d'Alésia et de la Seine                | 27,79            | 274 (2022)                        | 9,9                | modifier les données · modifier les données |
| Fleurey-sur-Ouche                        | 21273      | 21410       | Dijon          | Talant                                          | CC Ouche et Montagne                              | 29,76            | 1 498 (2022)                      | 50                 | modifier les données · modifier les données |
| Foissy                                   | 21274      | 21230       | Beaune         | Arnay-le-Duc                                    | CC du Pays d'Arnay Liernais                       | 15,12            | 169 (2022)                        | 11                 | modifier les données · modifier les données |
| Foncegrive                               | 21275      | 21260       | Dijon          | Is-sur-Tille                                    | CC Tille et Venelle                               | 10,13            | 128 (2022)                        | 13                 | modifier les données · modifier les données |
| Fontaine-Française                       | 21277      | 21610       | Dijon          | Saint-Apollinaire                               | CC Mirebellois et Fontenois                       | 30,66            | 888 (2022)                        | 29                 | modifier les données · modifier les données |
| Fontaine-lès-Dijon                       | 21278      | 21121       | Dijon          | Fontaine-lès-Dijon                              | Dijon Métropole                                   | 4,49             | 9 032 (2022)                      | 2 012              | modifier les données · modifier les données |
| Fontaines-en-Duesmois                    | 21276      | 21450       | Montbard       | Châtillon-sur-Seine                             | CC du Pays Châtillonnais                          | 17,90            | 117 (2022)                        | 6,5                | modifier les données · modifier les données |
| Fontaines-les-Sèches                     | 21279      | 21330       | Montbard       | Montbard                                        | CC du Montbardois                                 | 13,52            | 26 (2022)                         | 1,9                | modifier les données · modifier les données |
| Fontangy                                 | 21280      | 21390       | Montbard       | Semur-en-Auxois                                 | CC des Terres d'Auxois                            | 17,61            | 157 (2022)                        | 8,9                | modifier les données · modifier les données |
| Fontenelle                               | 21281      | 21610       | Dijon          | Saint-Apollinaire                               | CC Mirebellois et Fontenois                       | 10,14            | 169 (2022)                        | 17                 | modifier les données · modifier les données |
| Forléans                                 | 21282      | 21460       | Montbard       | Semur-en-Auxois                                 | CC des Terres d'Auxois                            | 7,10             | 112 (2022)                        | 16                 | modifier les données · modifier les données |
| Fraignot-et-Vesvrotte                    | 21283      | 21580       | Dijon          | Is-sur-Tille                                    | CC Tille et Venelle                               | 11,73            | 72 (2022)                         | 6,1                | modifier les données · modifier les données |
| Francheville                             | 21284      | 21440       | Dijon          | Is-sur-Tille                                    | CC Forêts, Seine et Suzon                         | 31,65            | 258 (2022)                        | 8,2                | modifier les données · modifier les données |
| Franxault                                | 21285      | 21170       | Beaune         | Brazey-en-Plaine                                | CC Rives de Saône                                 | 12,32            | 509 (2022)                        | 41                 | modifier les données · modifier les données |
| Frénois                                  | 21286      | 21120       | Dijon          | Is-sur-Tille                                    | CC Forêts, Seine et Suzon                         | 21,96            | 93 (2022)                         | 4,2                | modifier les données · modifier les données |
| Fresnes                                  | 21287      | 21500       | Montbard       | Montbard                                        | CC du Montbardois                                 | 13,07            | 154 (2022)                        | 12                 | modifier les données · modifier les données |
| Frôlois                                  | 21288      | 21150       | Montbard       | Montbard                                        | CC du Pays d'Alésia et de la Seine                | 34,77            | 164 (2022)                        | 4,7                | modifier les données · modifier les données |
| Fussey                                   | 21289      | 21700       | Beaune         | Nuits-Saint-Georges                             | CC de Gevrey-Chambertin et de Nuits-Saint-Georges | 7,73             | 122 (2022)                        | 16                 | modifier les données · modifier les données |
| Gemeaux                                  | 21290      | 21120       | Dijon          | Is-sur-Tille                                    | CC des Vallées de la Tille et de l'Ignon          | 19,34            | 968 (2022)                        | 50                 | modifier les données · modifier les données |
| Genay                                    | 21291      | 21140       | Montbard       | Semur-en-Auxois                                 | CC des Terres d'Auxois                            | 13,82            | 382 (2022)                        | 28                 | modifier les données · modifier les données |
| Genlis                                   | 21292      | 21110       | Dijon          | Genlis                                          | CC de la Plaine Dijonnaise                        | 12,08            | 5 125 (2022)                      | 424                | modifier les données · modifier les données |
| Gergueil                                 | 21293      | 21410       | Dijon          | Talant                                          | CC Ouche et Montagne                              | 9,93             | 127 (2022)                        | 13                 | modifier les données · modifier les données |
| Gerland                                  | 21294      | 21700       | Beaune         | Nuits-Saint-Georges                             | CC de Gevrey-Chambertin et de Nuits-Saint-Georges | 20,68            | 441 (2022)                        | 21                 | modifier les données · modifier les données |
| Gevrey-Chambertin                        | 21295      | 21220       | Beaune         | Longvic                                         | CC de Gevrey-Chambertin et de Nuits-Saint-Georges | 24,77            | 2 983 (2022)                      | 120                | modifier les données · modifier les données |
| Gevrolles                                | 21296      | 21520       | Montbard       | Châtillon-sur-Seine                             | CC du Pays Châtillonnais                          | 27,05            | 167 (2022)                        | 6,2                | modifier les données · modifier les données |
| Gilly-lès-Cîteaux                        | 21297      | 21640       | Beaune         | Nuits-Saint-Georges                             | CC de Gevrey-Chambertin et de Nuits-Saint-Georges | 11,03            | 729 (2022)                        | 66                 | modifier les données · modifier les données |
| Gissey-le-Vieil                          | 21298      | 21350       | Montbard       | Semur-en-Auxois                                 | CC des Terres d'Auxois                            | 8,38             | 104 (2022)                        | 12                 | modifier les données · modifier les données |
| Gissey-sous-Flavigny                     | 21299      | 21150       | Montbard       | Montbard                                        | CC du Pays d'Alésia et de la Seine                | 10,29            | 93 (2022)                         | 9,0                | modifier les données · modifier les données |
| Gissey-sur-Ouche                         | 21300      | 21410       | Dijon          | Talant                                          | CC Ouche et Montagne                              | 14,48            | 357 (2022)                        | 25                 | modifier les données · modifier les données |
| Glanon                                   | 21301      | 21250       | Beaune         | Brazey-en-Plaine                                | CC Rives de Saône                                 | 3,65             | 275 (2022)                        | 75                 | modifier les données · modifier les données |
| Gomméville                               | 21302      | 21400       | Montbard       | Châtillon-sur-Seine                             | CC du Pays Châtillonnais                          | 9,83             | 116 (2022)                        | 12                 | modifier les données · modifier les données |
| Les Goulles                              | 21303      | 21520       | Montbard       | Châtillon-sur-Seine                             | CC du Pays Châtillonnais                          | 8,93             | 17 (2022)                         | 1,9                | modifier les données · modifier les données |
| Grancey-le-Château-Neuvelle              | 21304      | 21580       | Dijon          | Is-sur-Tille                                    | CC Tille et Venelle                               | 27,55            | 262 (2022)                        | 9,5                | modifier les données · modifier les données |
| Grancey-sur-Ource                        | 21305      | 21570       | Montbard       | Châtillon-sur-Seine                             | CC du Pays Châtillonnais                          | 23,94            | 179 (2022)                        | 7,5                | modifier les données · modifier les données |
| Grenant-lès-Sombernon                    | 21306      | 21540       | Dijon          | Talant                                          | CC Ouche et Montagne                              | 7,19             | 216 (2022)                        | 30                 | modifier les données · modifier les données |
| Grésigny-Sainte-Reine                    | 21307      | 21150       | Montbard       | Montbard                                        | CC du Pays d'Alésia et de la Seine                | 7,06             | 147 (2022)                        | 21                 | modifier les données · modifier les données |
| Grignon                                  | 21308      | 21150       | Montbard       | Montbard                                        | CC du Pays d'Alésia et de la Seine                | 11,68            | 191 (2022)                        | 16                 | modifier les données · modifier les données |
| Griselles                                | 21309      | 21330       | Montbard       | Châtillon-sur-Seine                             | CC du Pays Châtillonnais                          | 12,37            | 92 (2022)                         | 7,4                | modifier les données · modifier les données |
| Grosbois-en-Montagne                     | 21310      | 21540       | Dijon          | Talant                                          | CC Ouche et Montagne                              | 14,16            | 111 (2022)                        | 7,8                | modifier les données · modifier les données |
| Grosbois-lès-Tichey                      | 21311      | 21250       | Beaune         | Brazey-en-Plaine                                | CC Rives de Saône                                 | 4,85             | 69 (2022)                         | 14                 | modifier les données · modifier les données |
| Gurgy-la-Ville                           | 21312      | 21290       | Montbard       | Châtillon-sur-Seine                             | CC du Pays Châtillonnais                          | 12,77            | 26 (2022)                         | 2,0                | modifier les données · modifier les données |
| Gurgy-le-Château                         | 21313      | 21290       | Montbard       | Châtillon-sur-Seine                             | CC du Pays Châtillonnais                          | 17,65            | 45 (2022)                         | 2,5                | modifier les données · modifier les données |
| Hauteroche                               | 21314      | 21150       | Montbard       | Montbard                                        | CC du Pays d'Alésia et de la Seine                | 13,28            | 77 (2022)                         | 5,8                | modifier les données · modifier les données |
| Hauteville-lès-Dijon                     | 21315      | 21121       | Dijon          | Fontaine-lès-Dijon                              | Dijon Métropole                                   | 9,01             | 1 206 (2022)                      | 134                | modifier les données · modifier les données |
| Heuilley-sur-Saône                       | 21316      | 21270       | Dijon          | Auxonne                                         | CC Auxonne Pontailler Val de Saône                | 9,78             | 334 (2022)                        | 34                 | modifier les données · modifier les données |
| Is-sur-Tille                             | 21317      | 21120       | Dijon          | Is-sur-Tille                                    | CC des Vallées de la Tille et de l'Ignon          | 22,53            | 4 308 (2022)                      | 191                | modifier les données · modifier les données |
| Izeure                                   | 21319      | 21110       | Dijon          | Genlis                                          | CC de la Plaine Dijonnaise                        | 16,71            | 907 (2022)                        | 54                 | modifier les données · modifier les données |
| Izier                                    | 21320      | 21110       | Dijon          | Genlis                                          | CC de la Plaine Dijonnaise                        | 7,48             | 788 (2022)                        | 105                | modifier les données · modifier les données |
| Jailly-les-Moulins                       | 21321      | 21150       | Montbard       | Montbard                                        | CC du Pays d'Alésia et de la Seine                | 9,29             | 76 (2022)                         | 8,2                | modifier les données · modifier les données |
| Jallanges                                | 21322      | 21250       | Beaune         | Brazey-en-Plaine                                | CC Rives de Saône                                 | 7,48             | 309 (2022)                        | 41                 | modifier les données · modifier les données |
| Jancigny                                 | 21323      | 21310       | Dijon          | Saint-Apollinaire                               | CC Mirebellois et Fontenois                       | 6,95             | 153 (2022)                        | 22                 | modifier les données · modifier les données |
| Jeux-lès-Bard                            | 21324      | 21460       | Montbard       | Semur-en-Auxois                                 | CC des Terres d'Auxois                            | 3,25             | 53 (2022)                         | 16                 | modifier les données · modifier les données |
| Jouey                                    | 21325      | 21230       | Beaune         | Arnay-le-Duc                                    | CC du Pays d'Arnay Liernais                       | 24,26            | 190 (2022)                        | 7,8                | modifier les données · modifier les données |
| Jours-lès-Baigneux                       | 21326      | 21450       | Montbard       | Châtillon-sur-Seine                             | CC du Pays Châtillonnais                          | 11,20            | 91 (2022)                         | 8,1                | modifier les données · modifier les données |
| Juillenay                                | 21328      | 21210       | Montbard       | Semur-en-Auxois                                 | CC des Terres d'Auxois                            | 5,53             | 52 (2022)                         | 9,4                | modifier les données · modifier les données |
| Juilly                                   | 21329      | 21140       | Montbard       | Semur-en-Auxois                                 | CC des Terres d'Auxois                            | 4,46             | 41 (2022)                         | 9,2                | modifier les données · modifier les données |
| Labergement-Foigney                      | 21330      | 21110       | Dijon          | Genlis                                          | CC de la Plaine Dijonnaise                        | 7,63             | 379 (2022)                        | 50                 | modifier les données · modifier les données |
| Labergement-lès-Auxonne                  | 21331      | 21130       | Dijon          | Auxonne                                         | CC Auxonne Pontailler Val de Saône                | 5,93             | 344 (2022)                        | 58                 | modifier les données · modifier les données |
| Labergement-lès-Seurre                   | 21332      | 21820       | Beaune         | Brazey-en-Plaine                                | CC Rives de Saône                                 | 28,83            | 1 012 (2022)                      | 35                 | modifier les données · modifier les données |
| Labruyère                                | 21333      | 21250       | Beaune         | Brazey-en-Plaine                                | CC Rives de Saône                                 | 7,28             | 232 (2022)                        | 32                 | modifier les données · modifier les données |
| Lacanche                                 | 21334      | 21230       | Beaune         | Arnay-le-Duc                                    | CC du Pays d'Arnay Liernais                       | 7,16             | 477 (2022)                        | 67                 | modifier les données · modifier les données |
| Lacour-d'Arcenay                         | 21335      | 21210       | Montbard       | Semur-en-Auxois                                 | CC des Terres d'Auxois                            | 20,24            | 108 (2022)                        | 5,3                | modifier les données · modifier les données |
| Ladoix-Serrigny                          | 21606      | 21550       | Beaune         | Ladoix-Serrigny                                 | CA Beaune Côte et Sud                             | 24,96            | 1 783 (2022)                      | 71                 | modifier les données · modifier les données |
| Laignes                                  | 21336      | 21330       | Montbard       | Châtillon-sur-Seine                             | CC du Pays Châtillonnais                          | 40,02            | 669 (2022)                        | 17                 | modifier les données · modifier les données |
| Lamarche-sur-Saône                       | 21337      | 21760       | Dijon          | Auxonne                                         | CC Auxonne Pontailler Val de Saône                | 33,96            | 1 375 (2022)                      | 40                 | modifier les données · modifier les données |
| Lamargelle                               | 21338      | 21440       | Dijon          | Is-sur-Tille                                    | CC Forêts, Seine et Suzon                         | 25,75            | 145 (2022)                        | 5,6                | modifier les données · modifier les données |
| Lantenay                                 | 21339      | 21370       | Dijon          | Talant                                          | CC Ouche et Montagne                              | 17,13            | 501 (2022)                        | 29                 | modifier les données · modifier les données |
| Lanthes                                  | 21340      | 21250       | Beaune         | Brazey-en-Plaine                                | CC Rives de Saône                                 | 9,79             | 255 (2022)                        | 26                 | modifier les données · modifier les données |
| Lantilly                                 | 21341      | 21140       | Montbard       | Semur-en-Auxois                                 | CC des Terres d'Auxois                            | 9,26             | 99 (2022)                         | 11                 | modifier les données · modifier les données |
| Laperrière-sur-Saône                     | 21342      | 21170       | Beaune         | Brazey-en-Plaine                                | CC Rives de Saône                                 | 11,17            | 429 (2022)                        | 38                 | modifier les données · modifier les données |
| Larrey                                   | 21343      | 21330       | Montbard       | Châtillon-sur-Seine                             | CC du Pays Châtillonnais                          | 18,51            | 96 (2022)                         | 5,2                | modifier les données · modifier les données |
| Lechâtelet                               | 21344      | 21250       | Beaune         | Brazey-en-Plaine                                | CC Rives de Saône                                 | 3,64             | 233 (2022)                        | 64                 | modifier les données · modifier les données |
| Léry                                     | 21345      | 21440       | Dijon          | Is-sur-Tille                                    | CC Forêts, Seine et Suzon                         | 14,62            | 203 (2022)                        | 14                 | modifier les données · modifier les données |
| Leuglay                                  | 21346      | 21290       | Montbard       | Châtillon-sur-Seine                             | CC du Pays Châtillonnais                          | 24,56            | 294 (2022)                        | 12                 | modifier les données · modifier les données |
| Levernois                                | 21347      | 21200       | Beaune         | Ladoix-Serrigny                                 | CA Beaune Côte et Sud                             | 3,73             | 364 (2022)                        | 98                 | modifier les données · modifier les données |
| Licey-sur-Vingeanne                      | 21348      | 21610       | Dijon          | Saint-Apollinaire                               | CC Mirebellois et Fontenois                       | 3,39             | 100 (2022)                        | 29                 | modifier les données · modifier les données |
| Liernais                                 | 21349      | 21430       | Beaune         | Arnay-le-Duc                                    | CC du Pays d'Arnay Liernais                       | 28,53            | 485 (2022)                        | 17                 | modifier les données · modifier les données |
| Lignerolles                              | 21350      | 21520       | Montbard       | Châtillon-sur-Seine                             | CC du Pays Châtillonnais                          | 13,54            | 57 (2022)                         | 4,2                | modifier les données · modifier les données |
| Longchamp                                | 21351      | 21110       | Dijon          | Genlis                                          | CC de la Plaine Dijonnaise                        | 16,23            | 1 168 (2022)                      | 72                 | modifier les données · modifier les données |
| Longeault-Pluvault                       | 21352      | 21110       | Dijon          | Genlis                                          | CC de la Plaine Dijonnaise                        | 4,70             | 1 154 (2022)                      | 246                | modifier les données · modifier les données |
| Longecourt-en-Plaine                     | 21353      | 21110       | Dijon          | Genlis                                          | CC de la Plaine Dijonnaise                        | 10,01            | 1 185 (2022)                      | 118                | modifier les données · modifier les données |
| Longecourt-lès-Culêtre                   | 21354      | 21230       | Beaune         | Arnay-le-Duc                                    | CC du Pays d'Arnay Liernais                       | 4,43             | 55 (2022)                         | 12                 | modifier les données · modifier les données |
| Longvic                                  | 21355      | 21600       | Dijon          | Longvic                                         | Dijon Métropole                                   | 10,56            | 8 787 (2022)                      | 832                | modifier les données · modifier les données |
| Losne                                    | 21356      | 21170       | Beaune         | Brazey-en-Plaine                                | CC Rives de Saône                                 | 22,61            | 1 712 (2022)                      | 76                 | modifier les données · modifier les données |
| Louesme                                  | 21357      | 21520       | Montbard       | Châtillon-sur-Seine                             | CC du Pays Châtillonnais                          | 18,92            | 113 (2022)                        | 6,0                | modifier les données · modifier les données |
| Lucenay-le-Duc                           | 21358      | 21150       | Montbard       | Montbard                                        | CC du Montbardois                                 | 28,81            | 197 (2022)                        | 6,8                | modifier les données · modifier les données |
| Lucey                                    | 21359      | 21290       | Montbard       | Châtillon-sur-Seine                             | CC du Pays Châtillonnais                          | 18,68            | 56 (2022)                         | 3,0                | modifier les données · modifier les données |
| Lusigny-sur-Ouche                        | 21360      | 21360       | Beaune         | Arnay-le-Duc                                    | CC de Pouilly-en-Auxois - Bligny-sur-Ouche        | 10,07            | 116 (2022)                        | 12                 | modifier les données · modifier les données |
| Lux                                      | 21361      | 21120       | Dijon          | Is-sur-Tille                                    | CC des Vallées de la Tille et de l'Ignon          | 23,10            | 512 (2022)                        | 22                 | modifier les données · modifier les données |
| Maconge                                  | 21362      | 21320       | Beaune         | Arnay-le-Duc                                    | CC de Pouilly-en-Auxois - Bligny-sur-Ouche        | 6,27             | 134 (2022)                        | 21                 | modifier les données · modifier les données |
| Magnien                                  | 21363      | 21230       | Beaune         | Arnay-le-Duc                                    | CC du Pays d'Arnay Liernais                       | 24,43            | 318 (2022)                        | 13                 | modifier les données · modifier les données |
| Magny-la-Ville                           | 21365      | 21140       | Montbard       | Semur-en-Auxois                                 | CC des Terres d'Auxois                            | 3,69             | 74 (2022)                         | 20                 | modifier les données · modifier les données |
| Magny-Lambert                            | 21364      | 21450       | Montbard       | Châtillon-sur-Seine                             | CC du Pays Châtillonnais                          | 12,78            | 85 (2022)                         | 6,7                | modifier les données · modifier les données |
| Magny-lès-Aubigny                        | 21366      | 21170       | Beaune         | Brazey-en-Plaine                                | CC Rives de Saône                                 | 6,99             | 220 (2022)                        | 31                 | modifier les données · modifier les données |
| Magny-lès-Villers                        | 21368      | 21700       | Beaune         | Nuits-Saint-Georges                             | CC de Gevrey-Chambertin et de Nuits-Saint-Georges | 3,83             | 233 (2022)                        | 61                 | modifier les données · modifier les données |
| Magny-Montarlot                          | 21367      | 21130       | Dijon          | Auxonne                                         | CC Auxonne Pontailler Val de Saône                | 5,94             | 261 (2022)                        | 44                 | modifier les données · modifier les données |
| Magny-Saint-Médard                       | 21369      | 21310       | Dijon          | Saint-Apollinaire                               | CC Mirebellois et Fontenois                       | 10,87            | 339 (2022)                        | 31                 | modifier les données · modifier les données |
| Magny-sur-Tille                          | 21370      | 21110       | Dijon          | Chevigny-Saint-Sauveur                          | Dijon Métropole                                   | 10,56            | 872 (2022)                        | 83                 | modifier les données · modifier les données |
| Les Maillys                              | 21371      | 21130       | Dijon          | Auxonne                                         | CC Auxonne Pontailler Val de Saône                | 29,79            | 797 (2022)                        | 27                 | modifier les données · modifier les données |
| Maisey-le-Duc                            | 21372      | 21400       | Montbard       | Châtillon-sur-Seine                             | CC du Pays Châtillonnais                          | 12,67            | 75 (2022)                         | 5,9                | modifier les données · modifier les données |
| Mâlain                                   | 21373      | 21410       | Dijon          | Talant                                          | CC Ouche et Montagne                              | 11,24            | 782 (2022)                        | 70                 | modifier les données · modifier les données |
| Maligny                                  | 21374      | 21230       | Beaune         | Arnay-le-Duc                                    | CC du Pays d'Arnay Liernais                       | 16,72            | 175 (2022)                        | 10                 | modifier les données · modifier les données |
| Manlay                                   | 21375      | 21430       | Beaune         | Arnay-le-Duc                                    | CC du Pays d'Arnay Liernais                       | 19,03            | 199 (2022)                        | 10                 | modifier les données · modifier les données |
| Marandeuil                               | 21376      | 21270       | Dijon          | Auxonne                                         | CC Auxonne Pontailler Val de Saône                | 4,55             | 97 (2022)                         | 21                 | modifier les données · modifier les données |
| Marcellois                               | 21377      | 21350       | Montbard       | Semur-en-Auxois                                 | CC des Terres d'Auxois                            | 3,66             | 45 (2022)                         | 12                 | modifier les données · modifier les données |
| Marcenay                                 | 21378      | 21330       | Montbard       | Châtillon-sur-Seine                             | CC du Pays Châtillonnais                          | 9,49             | 98 (2022)                         | 10                 | modifier les données · modifier les données |
| Marcheseuil                              | 21379      | 21430       | Beaune         | Arnay-le-Duc                                    | CC du Pays d'Arnay Liernais                       | 17,44            | 151 (2022)                        | 8,7                | modifier les données · modifier les données |
| Marcigny-sous-Thil                       | 21380      | 21390       | Montbard       | Semur-en-Auxois                                 | CC des Terres d'Auxois                            | 4,97             | 55 (2022)                         | 11                 | modifier les données · modifier les données |
| Marcilly-et-Dracy                        | 21381      | 21350       | Montbard       | Semur-en-Auxois                                 | CC des Terres d'Auxois                            | 8,65             | 86 (2022)                         | 9,9                | modifier les données · modifier les données |
| Marcilly-Ogny                            | 21382      | 21320       | Beaune         | Arnay-le-Duc                                    | CC de Pouilly-en-Auxois - Bligny-sur-Ouche        | 17,87            | 192 (2022)                        | 11                 | modifier les données · modifier les données |
| Marcilly-sur-Tille                       | 21383      | 21120       | Dijon          | Is-sur-Tille                                    | CC des Vallées de la Tille et de l'Ignon          | 7,27             | 1 734 (2022)                      | 239                | modifier les données · modifier les données |
| Marey-lès-Fussey                         | 21384      | 21700       | Beaune         | Nuits-Saint-Georges                             | CC de Gevrey-Chambertin et de Nuits-Saint-Georges | 3,97             | 84 (2022)                         | 21                 | modifier les données · modifier les données |
| Marey-sur-Tille                          | 21385      | 21120       | Dijon          | Is-sur-Tille                                    | CC des Vallées de la Tille et de l'Ignon          | 30,15            | 330 (2022)                        | 11                 | modifier les données · modifier les données |
| Marigny-le-Cahouët                       | 21386      | 21150       | Montbard       | Montbard                                        | CC du Pays d'Alésia et de la Seine                | 19,28            | 312 (2022)                        | 16                 | modifier les données · modifier les données |
| Marigny-lès-Reullée                      | 21387      | 21200       | Beaune         | Ladoix-Serrigny                                 | CA Beaune Côte et Sud                             | 10,02            | 214 (2022)                        | 21                 | modifier les données · modifier les données |
| Marliens                                 | 21388      | 21110       | Dijon          | Genlis                                          | CC de la Plaine Dijonnaise                        | 4,35             | 614 (2022)                        | 141                | modifier les données · modifier les données |
| Marmagne                                 | 21389      | 21500       | Montbard       | Montbard                                        | CC du Montbardois                                 | 12,89            | 197 (2022)                        | 15                 | modifier les données · modifier les données |
| Marsannay-la-Côte                        | 21390      | 21160       | Dijon          | Chenôve                                         | Dijon Métropole                                   | 12,85            | 5 440 (2022)                      | 423                | modifier les données · modifier les données |
| Marsannay-le-Bois                        | 21391      | 21380       | Dijon          | Is-sur-Tille                                    | CC des Vallées de la Tille et de l'Ignon          | 11,94            | 842 (2022)                        | 71                 | modifier les données · modifier les données |
| Martrois                                 | 21392      | 21320       | Beaune         | Arnay-le-Duc                                    | CC de Pouilly-en-Auxois - Bligny-sur-Ouche        | 7,59             | 61 (2022)                         | 8,0                | modifier les données · modifier les données |
| Massingy                                 | 21393      | 21400       | Montbard       | Châtillon-sur-Seine                             | CC du Pays Châtillonnais                          | 9,49             | 172 (2022)                        | 18                 | modifier les données · modifier les données |
| Massingy-lès-Semur                       | 21394      | 21140       | Montbard       | Semur-en-Auxois                                 | CC des Terres d'Auxois                            | 8,43             | 152 (2022)                        | 18                 | modifier les données · modifier les données |
| Massingy-lès-Vitteaux                    | 21395      | 21350       | Montbard       | Semur-en-Auxois                                 | CC des Terres d'Auxois                            | 9,27             | 92 (2022)                         | 9,9                | modifier les données · modifier les données |
| Mauvilly                                 | 21396      | 21510       | Montbard       | Châtillon-sur-Seine                             | CC du Pays Châtillonnais                          | 15,31            | 65 (2022)                         | 4,2                | modifier les données · modifier les données |
| Mavilly-Mandelot                         | 21397      | 21190       | Beaune         | Ladoix-Serrigny                                 | CA Beaune Côte et Sud                             | 9,80             | 173 (2022)                        | 18                 | modifier les données · modifier les données |
| Maxilly-sur-Saône                        | 21398      | 21270       | Dijon          | Auxonne                                         | CC Auxonne Pontailler Val de Saône                | 7,87             | 367 (2022)                        | 47                 | modifier les données · modifier les données |
| Meilly-sur-Rouvres                       | 21399      | 21320       | Beaune         | Arnay-le-Duc                                    | CC de Pouilly-en-Auxois - Bligny-sur-Ouche        | 14,91            | 231 (2022)                        | 15                 | modifier les données · modifier les données |
| Le Meix                                  | 21400      | 21580       | Dijon          | Is-sur-Tille                                    | CC Tille et Venelle                               | 10,61            | 43 (2022)                         | 4,1                | modifier les données · modifier les données |
| Meloisey                                 | 21401      | 21190       | Beaune         | Ladoix-Serrigny                                 | CA Beaune Côte et Sud                             | 12,27            | 321 (2022)                        | 26                 | modifier les données · modifier les données |
| Menesble                                 | 21402      | 21290       | Montbard       | Châtillon-sur-Seine                             | CC du Pays Châtillonnais                          | 5,51             | 16 (2022)                         | 2,9                | modifier les données · modifier les données |
| Ménessaire                               | 21403      | 21430       | Beaune         | Arnay-le-Duc                                    | CC du Pays d'Arnay Liernais                       | 14,91            | 79 (2022)                         | 5,3                | modifier les données · modifier les données |
| Ménétreux-le-Pitois                      | 21404      | 21150       | Montbard       | Montbard                                        | CC du Pays d'Alésia et de la Seine                | 6,62             | 393 (2022)                        | 59                 | modifier les données · modifier les données |
| Merceuil                                 | 21405      | 21190       | Beaune         | Ladoix-Serrigny                                 | CA Beaune Côte et Sud                             | 13,80            | 814 (2022)                        | 59                 | modifier les données · modifier les données |
| Mesmont                                  | 21406      | 21540       | Dijon          | Talant                                          | CC Ouche et Montagne                              | 6,37             | 253 (2022)                        | 40                 | modifier les données · modifier les données |
| Messanges                                | 21407      | 21220       | Beaune         | Longvic                                         | CC de Gevrey-Chambertin et de Nuits-Saint-Georges | 3,05             | 248 (2022)                        | 81                 | modifier les données · modifier les données |
| Messigny-et-Vantoux                      | 21408      | 21380       | Dijon          | Fontaine-lès-Dijon                              | CC Forêts, Seine et Suzon                         | 33,92            | 1 694 (2022)                      | 50                 | modifier les données · modifier les données |
| Meuilley                                 | 21409      | 21700       | Beaune         | Nuits-Saint-Georges                             | CC de Gevrey-Chambertin et de Nuits-Saint-Georges | 6,10             | 420 (2022)                        | 69                 | modifier les données · modifier les données |
| Meulson                                  | 21410      | 21510       | Montbard       | Châtillon-sur-Seine                             | CC du Pays Châtillonnais                          | 7,85             | 28 (2022)                         | 3,6                | modifier les données · modifier les données |
| Meursanges                               | 21411      | 21200       | Beaune         | Ladoix-Serrigny                                 | CA Beaune Côte et Sud                             | 14,26            | 591 (2022)                        | 41                 | modifier les données · modifier les données |
| Meursault                                | 21412      | 21190       | Beaune         | Ladoix-Serrigny                                 | CA Beaune Côte et Sud                             | 16,22            | 1 376 (2022)                      | 85                 | modifier les données · modifier les données |
| Millery                                  | 21413      | 21140       | Montbard       | Semur-en-Auxois                                 | CC des Terres d'Auxois                            | 20,86            | 417 (2022)                        | 20                 | modifier les données · modifier les données |
| Mimeure                                  | 21414      | 21230       | Beaune         | Arnay-le-Duc                                    | CC du Pays d'Arnay Liernais                       | 13,83            | 326 (2022)                        | 24                 | modifier les données · modifier les données |
| Minot                                    | 21415      | 21510       | Montbard       | Châtillon-sur-Seine                             | CC du Pays Châtillonnais                          | 36,18            | 188 (2022)                        | 5,2                | modifier les données · modifier les données |
| Mirebeau-sur-Bèze                        | 21416      | 21310       | Dijon          | Saint-Apollinaire                               | CC Mirebellois et Fontenois                       | 22,19            | 1 937 (2022)                      | 87                 | modifier les données · modifier les données |
| Missery                                  | 21417      | 21210       | Montbard       | Semur-en-Auxois                                 | CC des Terres d'Auxois                            | 9,66             | 105 (2022)                        | 11                 | modifier les données · modifier les données |
| Moitron                                  | 21418      | 21510       | Montbard       | Châtillon-sur-Seine                             | CC du Pays Châtillonnais                          | 15,38            | 55 (2022)                         | 3,6                | modifier les données · modifier les données |
| Molesme                                  | 21419      | 21330       | Montbard       | Châtillon-sur-Seine                             | CC du Pays Châtillonnais                          | 28,42            | 274 (2022)                        | 9,6                | modifier les données · modifier les données |
| Molinot                                  | 21420      | 21340       | Beaune         | Arnay-le-Duc                                    | CA Beaune Côte et Sud                             | 12,68            | 166 (2022)                        | 13                 | modifier les données · modifier les données |
| Moloy                                    | 21421      | 21120       | Dijon          | Is-sur-Tille                                    | CC des Vallées de la Tille et de l'Ignon          | 19,23            | 235 (2022)                        | 12                 | modifier les données · modifier les données |
| Molphey                                  | 21422      | 21210       | Montbard       | Semur-en-Auxois                                 | CC de Saulieu-Morvan                              | 7,58             | 130 (2022)                        | 17                 | modifier les données · modifier les données |
| Mont-Saint-Jean                          | 21441      | 21320       | Beaune         | Arnay-le-Duc                                    | CC de Pouilly-en-Auxois - Bligny-sur-Ouche        | 27,66            | 257 (2022)                        | 9,3                | modifier les données · modifier les données |
| Montagny-lès-Beaune                      | 21423      | 21200       | Beaune         | Ladoix-Serrigny                                 | CA Beaune Côte et Sud                             | 6,04             | 772 (2022)                        | 128                | modifier les données · modifier les données |
| Montagny-lès-Seurre                      | 21424      | 21250       | Beaune         | Brazey-en-Plaine                                | CC Rives de Saône                                 | 7,16             | 115 (2022)                        | 16                 | modifier les données · modifier les données |
| Montbard                                 | 21425      | 21500       | Montbard       | Montbard                                        | CC du Montbardois                                 | 46,37            | 4 751 (2022)                      | 102                | modifier les données · modifier les données |
| Montberthault                            | 21426      | 21460       | Montbard       | Semur-en-Auxois                                 | CC des Terres d'Auxois                            | 12,12            | 217 (2022)                        | 18                 | modifier les données · modifier les données |
| Montceau-et-Écharnant                    | 21427      | 21360       | Beaune         | Arnay-le-Duc                                    | CC de Pouilly-en-Auxois - Bligny-sur-Ouche        | 18,58            | 179 (2022)                        | 9,6                | modifier les données · modifier les données |
| Monthelie                                | 21428      | 21190       | Beaune         | Ladoix-Serrigny                                 | CA Beaune Côte et Sud                             | 3,14             | 146 (2022)                        | 46                 | modifier les données · modifier les données |
| Montigny-Montfort                        | 21429      | 21500       | Montbard       | Montbard                                        | CC du Montbardois                                 | 17,13            | 277 (2022)                        | 16                 | modifier les données · modifier les données |
| Montigny-Mornay-Villeneuve-sur-Vingeanne | 21433      | 21610       | Dijon          | Saint-Apollinaire                               | CC Mirebellois et Fontenois                       | 30,83            | 384 (2022)                        | 12                 | modifier les données · modifier les données |
| Montigny-Saint-Barthélemy                | 21430      | 21390       | Montbard       | Semur-en-Auxois                                 | CC des Terres d'Auxois                            | 6,20             | 82 (2022)                         | 13                 | modifier les données · modifier les données |
| Montigny-sur-Armançon                    | 21431      | 21140       | Montbard       | Semur-en-Auxois                                 | CC des Terres d'Auxois                            | 8,12             | 157 (2022)                        | 19                 | modifier les données · modifier les données |
| Montigny-sur-Aube                        | 21432      | 21520       | Montbard       | Châtillon-sur-Seine                             | CC du Pays Châtillonnais                          | 19,50            | 255 (2022)                        | 13                 | modifier les données · modifier les données |
| Montlay-en-Auxois                        | 21434      | 21210       | Montbard       | Semur-en-Auxois                                 | CC des Terres d'Auxois                            | 17,36            | 195 (2022)                        | 11                 | modifier les données · modifier les données |
| Montliot-et-Courcelles                   | 21435      | 21400       | Montbard       | Châtillon-sur-Seine                             | CC du Pays Châtillonnais                          | 8,65             | 292 (2022)                        | 34                 | modifier les données · modifier les données |
| Montmain                                 | 21436      | 21250       | Beaune         | Brazey-en-Plaine                                | CC Rives de Saône                                 | 9,07             | 139 (2022)                        | 15                 | modifier les données · modifier les données |
| Montmançon                               | 21437      | 21270       | Dijon          | Auxonne                                         | CC Auxonne Pontailler Val de Saône                | 8,99             | 242 (2022)                        | 27                 | modifier les données · modifier les données |
| Montmoyen                                | 21438      | 21290       | Montbard       | Châtillon-sur-Seine                             | CC du Pays Châtillonnais                          | 19,20            | 72 (2022)                         | 3,8                | modifier les données · modifier les données |
| Montoillot                               | 21439      | 21540       | Dijon          | Talant                                          | CC Ouche et Montagne                              | 7,71             | 94 (2022)                         | 12                 | modifier les données · modifier les données |
| Montot                                   | 21440      | 21170       | Beaune         | Brazey-en-Plaine                                | CC Rives de Saône                                 | 7,51             | 205 (2022)                        | 27                 | modifier les données · modifier les données |
| Morey-Saint-Denis                        | 21442      | 21220       | Beaune         | Longvic                                         | CC de Gevrey-Chambertin et de Nuits-Saint-Georges | 7,83             | 621 (2022)                        | 79                 | modifier les données · modifier les données |
| Mosson                                   | 21444      | 21400       | Montbard       | Châtillon-sur-Seine                             | CC du Pays Châtillonnais                          | 7,41             | 68 (2022)                         | 9,2                | modifier les données · modifier les données |
| La Motte-Ternant                         | 21445      | 21210       | Montbard       | Semur-en-Auxois                                 | CC de Saulieu-Morvan                              | 21,32            | 150 (2022)                        | 7,0                | modifier les données · modifier les données |
| Moutiers-Saint-Jean                      | 21446      | 21500       | Montbard       | Montbard                                        | CC du Montbardois                                 | 4,96             | 255 (2022)                        | 51                 | modifier les données · modifier les données |
| Musigny                                  | 21447      | 21230       | Beaune         | Arnay-le-Duc                                    | CC du Pays d'Arnay Liernais                       | 6,11             | 91 (2022)                         | 15                 | modifier les données · modifier les données |
| Mussy-la-Fosse                           | 21448      | 21150       | Montbard       | Montbard                                        | CC du Pays d'Alésia et de la Seine                | 4,45             | 95 (2022)                         | 21                 | modifier les données · modifier les données |
| Nan-sous-Thil                            | 21449      | 21390       | Montbard       | Semur-en-Auxois                                 | CC des Terres d'Auxois                            | 10,99            | 169 (2022)                        | 15                 | modifier les données · modifier les données |
| Nantoux                                  | 21450      | 21190       | Beaune         | Ladoix-Serrigny                                 | CA Beaune Côte et Sud                             | 6,58             | 168 (2022)                        | 26                 | modifier les données · modifier les données |
| Nesle-et-Massoult                        | 21451      | 21330       | Montbard       | Montbard                                        | CC du Montbardois                                 | 23,38            | 79 (2022)                         | 3,4                | modifier les données · modifier les données |
| Neuilly-Crimolois                        | 21452      | 21800       | Dijon          | Chevigny-Saint-Sauveur                          | Dijon Métropole                                   | 8,21             | 3 430 (2022)                      | 418                | modifier les données · modifier les données |
| Nicey                                    | 21454      | 21330       | Montbard       | Châtillon-sur-Seine                             | CC du Pays Châtillonnais                          | 23,86            | 108 (2022)                        | 4,5                | modifier les données · modifier les données |
| Nod-sur-Seine                            | 21455      | 21400       | Montbard       | Châtillon-sur-Seine                             | CC du Pays Châtillonnais                          | 24,86            | 206 (2022)                        | 8,3                | modifier les données · modifier les données |
| Nogent-lès-Montbard                      | 21456      | 21500       | Montbard       | Montbard                                        | CC du Montbardois                                 | 6,45             | 153 (2022)                        | 24                 | modifier les données · modifier les données |
| Noidan                                   | 21457      | 21390       | Montbard       | Semur-en-Auxois                                 | CC des Terres d'Auxois                            | 7,87             | 87 (2022)                         | 11                 | modifier les données · modifier les données |
| Noiron-sous-Gevrey                       | 21458      | 21910       | Beaune         | Nuits-Saint-Georges                             | CC de Gevrey-Chambertin et de Nuits-Saint-Georges | 6,56             | 1 143 (2022)                      | 174                | modifier les données · modifier les données |
| Noiron-sur-Bèze                          | 21459      | 21310       | Dijon          | Saint-Apollinaire                               | CC Mirebellois et Fontenois                       | 11,80            | 228 (2022)                        | 19                 | modifier les données · modifier les données |
| Noiron-sur-Seine                         | 21460      | 21400       | Montbard       | Châtillon-sur-Seine                             | CC du Pays Châtillonnais                          | 11,38            | 59 (2022)                         | 5,2                | modifier les données · modifier les données |
| Nolay                                    | 21461      | 21340       | Beaune         | Arnay-le-Duc                                    | CA Beaune Côte et Sud                             | 14,30            | 1 419 (2022)                      | 99                 | modifier les données · modifier les données |
| Norges-la-Ville                          | 21462      | 21490       | Dijon          | Fontaine-lès-Dijon                              | CC Norge et Tille                                 | 11,00            | 946 (2022)                        | 86                 | modifier les données · modifier les données |
| Normier                                  | 21463      | 21390       | Montbard       | Semur-en-Auxois                                 | CC des Terres d'Auxois                            | 5,10             | 64 (2022)                         | 13                 | modifier les données · modifier les données |
| Nuits-Saint-Georges                      | 21464      | 21700       | Beaune         | Nuits-Saint-Georges                             | CC de Gevrey-Chambertin et de Nuits-Saint-Georges | 20,50            | 5 263 (2022)                      | 257                | modifier les données · modifier les données |
| Obtrée                                   | 21465      | 21400       | Montbard       | Châtillon-sur-Seine                             | CC du Pays Châtillonnais                          | 5,17             | 80 (2022)                         | 15                 | modifier les données · modifier les données |
| Oigny                                    | 21466      | 21450       | Montbard       | Châtillon-sur-Seine                             | CC du Pays Châtillonnais                          | 14,84            | 40 (2022)                         | 2,7                | modifier les données · modifier les données |
| Oisilly                                  | 21467      | 21310       | Dijon          | Saint-Apollinaire                               | CC Mirebellois et Fontenois                       | 5,97             | 125 (2022)                        | 21                 | modifier les données · modifier les données |
| Orain                                    | 21468      | 21610       | Dijon          | Saint-Apollinaire                               | CC Mirebellois et Fontenois                       | 13,67            | 89 (2022)                         | 6,5                | modifier les données · modifier les données |
| Orgeux                                   | 21469      | 21490       | Dijon          | Fontaine-lès-Dijon                              | CC Norge et Tille                                 | 4,75             | 459 (2022)                        | 97                 | modifier les données · modifier les données |
| Origny                                   | 21470      | 21510       | Montbard       | Châtillon-sur-Seine                             | CC du Pays Châtillonnais                          | 5,16             | 53 (2022)                         | 10                 | modifier les données · modifier les données |
| Orret                                    | 21471      | 21450       | Montbard       | Châtillon-sur-Seine                             | CC du Pays Châtillonnais                          | 11,37            | 12 (2022)                         | 1,1                | modifier les données · modifier les données |
| Orville                                  | 21472      | 21260       | Dijon          | Is-sur-Tille                                    | CC Tille et Venelle                               | 2,24             | 177 (2022)                        | 79                 | modifier les données · modifier les données |
| Ouges                                    | 21473      | 21600       | Dijon          | Longvic                                         | Dijon Métropole                                   | 12,10            | 1 505 (2022)                      | 124                | modifier les données · modifier les données |
| Pagny-la-Ville                           | 21474      | 21250       | Beaune         | Brazey-en-Plaine                                | CC Rives de Saône                                 | 6,73             | 413 (2022)                        | 61                 | modifier les données · modifier les données |
| Pagny-le-Château                         | 21475      | 21250       | Beaune         | Brazey-en-Plaine                                | CC Rives de Saône                                 | 24,23            | 485 (2022)                        | 20                 | modifier les données · modifier les données |
| Painblanc                                | 21476      | 21360       | Beaune         | Arnay-le-Duc                                    | CC de Pouilly-en-Auxois - Bligny-sur-Ouche        | 9,15             | 169 (2022)                        | 18                 | modifier les données · modifier les données |
| Panges                                   | 21477      | 21540       | Dijon          | Fontaine-lès-Dijon                              | CC Forêts, Seine et Suzon                         | 6,06             | 80 (2022)                         | 13                 | modifier les données · modifier les données |
| Pasques                                  | 21478      | 21370       | Dijon          | Talant                                          | CC Ouche et Montagne                              | 20,41            | 287 (2022)                        | 14                 | modifier les données · modifier les données |
| Pellerey                                 | 21479      | 21440       | Dijon          | Is-sur-Tille                                    | CC Forêts, Seine et Suzon                         | 12,44            | 81 (2022)                         | 6,5                | modifier les données · modifier les données |
| Pernand-Vergelesses                      | 21480      | 21420       | Beaune         | Ladoix-Serrigny                                 | CA Beaune Côte et Sud                             | 5,59             | 240 (2022)                        | 43                 | modifier les données · modifier les données |
| Perrigny-lès-Dijon                       | 21481      | 21160       | Dijon          | Longvic                                         | Dijon Métropole                                   | 6,71             | 2 321 (2022)                      | 346                | modifier les données · modifier les données |
| Perrigny-sur-l'Ognon                     | 21482      | 21270       | Dijon          | Auxonne                                         | CC Auxonne Pontailler Val de Saône                | 18,92            | 645 (2022)                        | 34                 | modifier les données · modifier les données |
| Pichanges                                | 21483      | 21120       | Dijon          | Is-sur-Tille                                    | CC des Vallées de la Tille et de l'Ignon          | 10,03            | 293 (2022)                        | 29                 | modifier les données · modifier les données |
| Planay                                   | 21484      | 21500       | Montbard       | Montbard                                        | CC du Montbardois                                 | 8,72             | 62 (2022)                         | 7,1                | modifier les données · modifier les données |
| Plombières-lès-Dijon                     | 21485      | 21370       | Dijon          | Talant                                          | Dijon Métropole                                   | 16,21            | 2 508 (2022)                      | 155                | modifier les données · modifier les données |
| Pluvet                                   | 21487      | 21110       | Dijon          | Genlis                                          | CC de la Plaine Dijonnaise                        | 6,51             | 431 (2022)                        | 66                 | modifier les données · modifier les données |
| Poinçon-lès-Larrey                       | 21488      | 21330       | Montbard       | Châtillon-sur-Seine                             | CC du Pays Châtillonnais                          | 10,42            | 193 (2022)                        | 19                 | modifier les données · modifier les données |
| Poiseul-la-Grange                        | 21489      | 21440       | Dijon          | Is-sur-Tille                                    | CC Forêts, Seine et Suzon                         | 22,89            | 68 (2022)                         | 3,0                | modifier les données · modifier les données |
| Poiseul-la-Ville-et-Laperrière           | 21490      | 21450       | Montbard       | Châtillon-sur-Seine                             | CC du Pays Châtillonnais                          | 21,64            | 155 (2022)                        | 7,2                | modifier les données · modifier les données |
| Poiseul-lès-Saulx                        | 21491      | 21120       | Dijon          | Is-sur-Tille                                    | CC des Vallées de la Tille et de l'Ignon          | 15,13            | 75 (2022)                         | 5,0                | modifier les données · modifier les données |
| Pommard                                  | 21492      | 21630       | Beaune         | Ladoix-Serrigny                                 | CA Beaune Côte et Sud                             | 10,05            | 444 (2022)                        | 44                 | modifier les données · modifier les données |
| Poncey-lès-Athée                         | 21493      | 21130       | Dijon          | Auxonne                                         | CC Auxonne Pontailler Val de Saône                | 6,53             | 574 (2022)                        | 88                 | modifier les données · modifier les données |
| Poncey-sur-l'Ignon                       | 21494      | 21440       | Dijon          | Is-sur-Tille                                    | CC Forêts, Seine et Suzon                         | 16,35            | 82 (2022)                         | 5,0                | modifier les données · modifier les données |
| Pont                                     | 21495      | 21130       | Dijon          | Auxonne                                         | CC Auxonne Pontailler Val de Saône                | 3,49             | 158 (2022)                        | 45                 | modifier les données · modifier les données |
| Pont-et-Massène                          | 21497      | 21140       | Montbard       | Semur-en-Auxois                                 | CC des Terres d'Auxois                            | 6,11             | 182 (2022)                        | 30                 | modifier les données · modifier les données |
| Pontailler-sur-Saône                     | 21496      | 21270       | Dijon          | Auxonne                                         | CC Auxonne Pontailler Val de Saône                | 13,17            | 1 285 (2022)                      | 98                 | modifier les données · modifier les données |
| Posanges                                 | 21498      | 21350       | Montbard       | Semur-en-Auxois                                 | CC des Terres d'Auxois                            | 5,80             | 50 (2022)                         | 8,6                | modifier les données · modifier les données |
| Pothières                                | 21499      | 21400       | Montbard       | Châtillon-sur-Seine                             | CC du Pays Châtillonnais                          | 17,86            | 193 (2022)                        | 11                 | modifier les données · modifier les données |
| Pouillenay                               | 21500      | 21150       | Montbard       | Montbard                                        | CC du Pays d'Alésia et de la Seine                | 15,04            | 589 (2022)                        | 39                 | modifier les données · modifier les données |
| Pouilly-en-Auxois                        | 21501      | 21320       | Beaune         | Arnay-le-Duc                                    | CC de Pouilly-en-Auxois - Bligny-sur-Ouche        | 10,12            | 1 554 (2022)                      | 154                | modifier les données · modifier les données |
| Pouilly-sur-Saône                        | 21502      | 21250       | Beaune         | Brazey-en-Plaine                                | CC Rives de Saône                                 | 5,15             | 616 (2022)                        | 120                | modifier les données · modifier les données |
| Pouilly-sur-Vingeanne                    | 21503      | 21610       | Dijon          | Saint-Apollinaire                               | CC Mirebellois et Fontenois                       | 10,56            | 136 (2022)                        | 13                 | modifier les données · modifier les données |
| Prâlon                                   | 21504      | 21410       | Dijon          | Talant                                          | CC Ouche et Montagne                              | 3,09             | 97 (2022)                         | 31                 | modifier les données · modifier les données |
| Précy-sous-Thil                          | 21505      | 21390       | Montbard       | Semur-en-Auxois                                 | CC des Terres d'Auxois                            | 8,63             | 716 (2022)                        | 83                 | modifier les données · modifier les données |
| Premeaux-Prissey                         | 21506      | 21700       | Beaune         | Nuits-Saint-Georges                             | CC de Gevrey-Chambertin et de Nuits-Saint-Georges | 9,05             | 372 (2022)                        | 41                 | modifier les données · modifier les données |
| Prenois                                  | 21508      | 21370       | Dijon          | Fontaine-lès-Dijon                              | CC Forêts, Seine et Suzon                         | 19,16            | 462 (2022)                        | 24                 | modifier les données · modifier les données |
| Prusly-sur-Ource                         | 21510      | 21400       | Montbard       | Châtillon-sur-Seine                             | CC du Pays Châtillonnais                          | 15,74            | 160 (2022)                        | 10                 | modifier les données · modifier les données |
| Puits                                    | 21511      | 21400       | Montbard       | Châtillon-sur-Seine                             | CC du Pays Châtillonnais                          | 20,79            | 136 (2022)                        | 6,5                | modifier les données · modifier les données |
| Puligny-Montrachet                       | 21512      | 21190       | Beaune         | Ladoix-Serrigny                                 | CA Beaune Côte et Sud                             | 7,28             | 353 (2022)                        | 48                 | modifier les données · modifier les données |
| Quemigny-sur-Seine                       | 21514      | 21510       | Montbard       | Châtillon-sur-Seine                             | CC du Pays Châtillonnais                          | 21,34            | 95 (2022)                         | 4,5                | modifier les données · modifier les données |
| Quetigny                                 | 21515      | 21800       | Dijon          | Chevigny-Saint-Sauveur                          | Dijon Métropole                                   | 8,19             | 8 897 (2022)                      | 1 086              | modifier les données · modifier les données |
| Quincerot                                | 21516      | 21500       | Montbard       | Montbard                                        | CC du Montbardois                                 | 4,42             | 78 (2022)                         | 18                 | modifier les données · modifier les données |
| Quincey                                  | 21517      | 21700       | Beaune         | Nuits-Saint-Georges                             | CC de Gevrey-Chambertin et de Nuits-Saint-Georges | 5,57             | 499 (2022)                        | 90                 | modifier les données · modifier les données |
| Quincy-le-Vicomte                        | 21518      | 21500       | Montbard       | Montbard                                        | CC du Montbardois                                 | 19,03            | 207 (2022)                        | 11                 | modifier les données · modifier les données |
| Recey-sur-Ource                          | 21519      | 21290       | Montbard       | Châtillon-sur-Seine                             | CC du Pays Châtillonnais                          | 26,69            | 338 (2022)                        | 13                 | modifier les données · modifier les données |
| Remilly-en-Montagne                      | 21520      | 21540       | Dijon          | Talant                                          | CC Ouche et Montagne                              | 8,47             | 154 (2022)                        | 18                 | modifier les données · modifier les données |
| Remilly-sur-Tille                        | 21521      | 21560       | Dijon          | Saint-Apollinaire                               | CC Norge et Tille                                 | 9,80             | 979 (2022)                        | 100                | modifier les données · modifier les données |
| Renève                                   | 21522      | 21310       | Dijon          | Saint-Apollinaire                               | CC Mirebellois et Fontenois                       | 14,40            | 482 (2022)                        | 33                 | modifier les données · modifier les données |
| Reulle-Vergy                             | 21523      | 21220       | Beaune         | Longvic                                         | CC de Gevrey-Chambertin et de Nuits-Saint-Georges | 6,13             | 163 (2022)                        | 27                 | modifier les données · modifier les données |
| Riel-les-Eaux                            | 21524      | 21570       | Montbard       | Châtillon-sur-Seine                             | CC du Pays Châtillonnais                          | 25,77            | 93 (2022)                         | 3,6                | modifier les données · modifier les données |
| La Roche-en-Brenil                       | 21525      | 21530       | Montbard       | Semur-en-Auxois                                 | CC de Saulieu-Morvan                              | 50,85            | 909 (2022)                        | 18                 | modifier les données · modifier les données |
| La Roche-Vanneau                         | 21528      | 21150       | Montbard       | Montbard                                        | CC du Pays d'Alésia et de la Seine                | 13,19            | 137 (2022)                        | 10                 | modifier les données · modifier les données |
| Rochefort-sur-Brévon                     | 21526      | 21510       | Montbard       | Châtillon-sur-Seine                             | CC du Pays Châtillonnais                          | 11,98            | 42 (2022)                         | 3,5                | modifier les données · modifier les données |
| La Rochepot                              | 21527      | 21340       | Beaune         | Arnay-le-Duc                                    | CA Beaune Côte et Sud                             | 13,91            | 281 (2022)                        | 20                 | modifier les données · modifier les données |
| Roilly                                   | 21529      | 21390       | Montbard       | Semur-en-Auxois                                 | CC des Terres d'Auxois                            | 4,51             | 52 (2022)                         | 12                 | modifier les données · modifier les données |
| Rougemont                                | 21530      | 21500       | Montbard       | Montbard                                        | CC du Montbardois                                 | 9,52             | 144 (2022)                        | 15                 | modifier les données · modifier les données |
| Rouvray                                  | 21531      | 21530       | Montbard       | Semur-en-Auxois                                 | CC de Saulieu-Morvan                              | 9,48             | 503 (2022)                        | 53                 | modifier les données · modifier les données |
| Rouvres-en-Plaine                        | 21532      | 21110       | Dijon          | Genlis                                          | CC de la Plaine Dijonnaise                        | 14,65            | 1 254 (2022)                      | 86                 | modifier les données · modifier les données |
| Rouvres-sous-Meilly                      | 21533      | 21320       | Beaune         | Arnay-le-Duc                                    | CC de Pouilly-en-Auxois - Bligny-sur-Ouche        | 4,43             | 85 (2022)                         | 19                 | modifier les données · modifier les données |
| Ruffey-lès-Beaune                        | 21534      | 21200       | Beaune         | Ladoix-Serrigny                                 | CA Beaune Côte et Sud                             | 15,44            | 742 (2022)                        | 48                 | modifier les données · modifier les données |
| Ruffey-lès-Echirey                       | 21535      | 21490       | Dijon          | Fontaine-lès-Dijon                              | CC Norge et Tille                                 | 11,12            | 1 404 (2022)                      | 126                | modifier les données · modifier les données |
| Sacquenay                                | 21536      | 21260       | Dijon          | Is-sur-Tille                                    | CC Tille et Venelle                               | 22,13            | 287 (2022)                        | 13                 | modifier les données · modifier les données |
| Saffres                                  | 21537      | 21350       | Montbard       | Semur-en-Auxois                                 | CC des Terres d'Auxois                            | 12,43            | 120 (2022)                        | 9,7                | modifier les données · modifier les données |
| Saint-Andeux                             | 21538      | 21530       | Montbard       | Semur-en-Auxois                                 | CC de Saulieu-Morvan                              | 11,84            | 118 (2022)                        | 10,0               | modifier les données · modifier les données |
| Saint-Anthot                             | 21539      | 21540       | Dijon          | Talant                                          | CC Ouche et Montagne                              | 4,11             | 63 (2022)                         | 15                 | modifier les données · modifier les données |
| Saint-Apollinaire                        | 21540      | 21850       | Dijon          | Saint-Apollinaire                               | Dijon Métropole                                   | 10,24            | 7 517 (2022)                      | 734                | modifier les données · modifier les données |
| Saint-Aubin                              | 21541      | 21190       | Beaune         | Ladoix-Serrigny                                 | CA Beaune Côte et Sud                             | 9,42             | 195 (2022)                        | 21                 | modifier les données · modifier les données |
| Saint-Bernard                            | 21542      | 21700       | Beaune         | Nuits-Saint-Georges                             | CC de Gevrey-Chambertin et de Nuits-Saint-Georges | 3,69             | 460 (2022)                        | 125                | modifier les données · modifier les données |
| Saint-Broing-les-Moines                  | 21543      | 21290       | Montbard       | Châtillon-sur-Seine                             | CC du Pays Châtillonnais                          | 20,09            | 184 (2022)                        | 9,2                | modifier les données · modifier les données |
| Saint-Didier                             | 21546      | 21210       | Montbard       | Semur-en-Auxois                                 | CC de Saulieu-Morvan                              | 21,14            | 199 (2022)                        | 9,4                | modifier les données · modifier les données |
| Saint-Euphrône                           | 21547      | 21140       | Montbard       | Semur-en-Auxois                                 | CC des Terres d'Auxois                            | 11,04            | 223 (2022)                        | 20                 | modifier les données · modifier les données |
| Saint-Germain-de-Modéon                  | 21548      | 21530       | Montbard       | Semur-en-Auxois                                 | CC de Saulieu-Morvan                              | 16,31            | 174 (2022)                        | 11                 | modifier les données · modifier les données |
| Saint-Germain-le-Rocheux                 | 21549      | 21510       | Montbard       | Châtillon-sur-Seine                             | CC du Pays Châtillonnais                          | 7,66             | 83 (2022)                         | 11                 | modifier les données · modifier les données |
| Saint-Germain-lès-Senailly               | 21550      | 21500       | Montbard       | Montbard                                        | CC du Montbardois                                 | 4,98             | 113 (2022)                        | 23                 | modifier les données · modifier les données |
| Saint-Hélier                             | 21552      | 21690       | Montbard       | Semur-en-Auxois                                 | CC des Terres d'Auxois                            | 3,93             | 36 (2022)                         | 9,2                | modifier les données · modifier les données |
| Saint-Jean-de-Bœuf                       | 21553      | 21410       | Dijon          | Talant                                          | CC Ouche et Montagne                              | 12,26            | 103 (2022)                        | 8,4                | modifier les données · modifier les données |
| Saint-Jean-de-Losne                      | 21554      | 21170       | Beaune         | Brazey-en-Plaine                                | CC Rives de Saône                                 | 0,58             | 1 001 (2022)                      | 1 726              | modifier les données · modifier les données |
| Saint-Julien                             | 21555      | 21490       | Dijon          | Fontaine-lès-Dijon                              | CC Norge et Tille                                 | 16,43            | 1 749 (2022)                      | 106                | modifier les données · modifier les données |
| Saint-Léger-Triey                        | 21556      | 21270       | Dijon          | Auxonne                                         | CC Auxonne Pontailler Val de Saône                | 10,46            | 250 (2022)                        | 24                 | modifier les données · modifier les données |
| Saint-Marc-sur-Seine                     | 21557      | 21450       | Montbard       | Châtillon-sur-Seine                             | CC du Pays Châtillonnais                          | 8,40             | 111 (2022)                        | 13                 | modifier les données · modifier les données |
| Saint-Martin-de-la-Mer                   | 21560      | 21210       | Beaune         | Arnay-le-Duc                                    | CC du Pays d'Arnay Liernais                       | 23,22            | 279 (2022)                        | 12                 | modifier les données · modifier les données |
| Saint-Martin-du-Mont                     | 21561      | 21440       | Dijon          | Fontaine-lès-Dijon                              | CC Forêts, Seine et Suzon                         | 37,84            | 464 (2022)                        | 12                 | modifier les données · modifier les données |
| Saint-Maurice-sur-Vingeanne              | 21562      | 21610       | Dijon          | Saint-Apollinaire                               | CC Mirebellois et Fontenois                       | 17,38            | 198 (2022)                        | 11                 | modifier les données · modifier les données |
| Saint-Mesmin                             | 21563      | 21540       | Montbard       | Semur-en-Auxois                                 | CC des Terres d'Auxois                            | 17,62            | 111 (2022)                        | 6,3                | modifier les données · modifier les données |
| Saint-Nicolas-lès-Cîteaux                | 21564      | 21700       | Beaune         | Nuits-Saint-Georges                             | CC de Gevrey-Chambertin et de Nuits-Saint-Georges | 28,93            | 390 (2022)                        | 13                 | modifier les données · modifier les données |
| Saint-Philibert                          | 21565      | 21220       | Beaune         | Nuits-Saint-Georges                             | CC de Gevrey-Chambertin et de Nuits-Saint-Georges | 4,72             | 542 (2022)                        | 115                | modifier les données · modifier les données |
| Saint-Pierre-en-Vaux                     | 21566      | 21230       | Beaune         | Arnay-le-Duc                                    | CC du Pays d'Arnay Liernais                       | 10,86            | 139 (2022)                        | 13                 | modifier les données · modifier les données |
| Saint-Prix-lès-Arnay                     | 21567      | 21230       | Beaune         | Arnay-le-Duc                                    | CC du Pays d'Arnay Liernais                       | 11,29            | 203 (2022)                        | 18                 | modifier les données · modifier les données |
| Saint-Rémy                               | 21568      | 21500       | Montbard       | Montbard                                        | CC du Montbardois                                 | 13,82            | 678 (2022)                        | 49                 | modifier les données · modifier les données |
| Saint-Romain                             | 21569      | 21190       | Beaune         | Ladoix-Serrigny                                 | CA Beaune Côte et Sud                             | 19,65            | 200 (2022)                        | 10                 | modifier les données · modifier les données |
| Saint-Sauveur                            | 21571      | 21270       | Dijon          | Auxonne                                         | CC Auxonne Pontailler Val de Saône                | 9,38             | 228 (2022)                        | 24                 | modifier les données · modifier les données |
| Saint-Seine-en-Bâche                     | 21572      | 21130       | Beaune         | Brazey-en-Plaine                                | CC Rives de Saône                                 | 8,38             | 407 (2022)                        | 49                 | modifier les données · modifier les données |
| Saint-Seine-l'Abbaye                     | 21573      | 21440       | Dijon          | Fontaine-lès-Dijon                              | CC Forêts, Seine et Suzon                         | 3,84             | 361 (2022)                        | 94                 | modifier les données · modifier les données |
| Saint-Seine-sur-Vingeanne                | 21574      | 21610       | Dijon          | Saint-Apollinaire                               | CC Mirebellois et Fontenois                       | 18,69            | 376 (2022)                        | 20                 | modifier les données · modifier les données |
| Saint-Symphorien-sur-Saône               | 21575      | 21170       | Beaune         | Brazey-en-Plaine                                | CC Rives de Saône                                 | 7,90             | 322 (2022)                        | 41                 | modifier les données · modifier les données |
| Saint-Thibault                           | 21576      | 21350       | Montbard       | Semur-en-Auxois                                 | CC des Terres d'Auxois                            | 12,35            | 155 (2022)                        | 13                 | modifier les données · modifier les données |
| Saint-Usage                              | 21577      | 21170       | Beaune         | Brazey-en-Plaine                                | CC Rives de Saône                                 | 9,36             | 1 330 (2022)                      | 142                | modifier les données · modifier les données |
| Saint-Victor-sur-Ouche                   | 21578      | 21410       | Dijon          | Talant                                          | CC Ouche et Montagne                              | 12,77            | 307 (2022)                        | 24                 | modifier les données · modifier les données |
| Sainte-Colombe-en-Auxois                 | 21544      | 21350       | Montbard       | Semur-en-Auxois                                 | CC des Terres d'Auxois                            | 6,29             | 52 (2022)                         | 8,3                | modifier les données · modifier les données |
| Sainte-Colombe-sur-Seine                 | 21545      | 21400       | Montbard       | Châtillon-sur-Seine                             | CC du Pays Châtillonnais                          | 16,16            | 919 (2022)                        | 57                 | modifier les données · modifier les données |
| Sainte-Marie-la-Blanche                  | 21558      | 21200       | Beaune         | Ladoix-Serrigny                                 | CA Beaune Côte et Sud                             | 6,79             | 917 (2022)                        | 135                | modifier les données · modifier les données |
| Sainte-Marie-sur-Ouche                   | 21559      | 21410       | Dijon          | Talant                                          | CC Ouche et Montagne                              | 8,25             | 701 (2022)                        | 85                 | modifier les données · modifier les données |
| Sainte-Sabine                            | 21570      | 21320       | Beaune         | Arnay-le-Duc                                    | CC de Pouilly-en-Auxois - Bligny-sur-Ouche        | 8,41             | 172 (2022)                        | 20                 | modifier les données · modifier les données |
| Salives                                  | 21579      | 21580       | Dijon          | Is-sur-Tille                                    | CC Tille et Venelle                               | 47,85            | 196 (2022)                        | 4,1                | modifier les données · modifier les données |
| Salmaise                                 | 21580      | 21690       | Montbard       | Montbard                                        | CC du Pays d'Alésia et de la Seine                | 13,12            | 128 (2022)                        | 9,8                | modifier les données · modifier les données |
| Samerey                                  | 21581      | 21170       | Beaune         | Brazey-en-Plaine                                | CC Rives de Saône                                 | 7,02             | 134 (2022)                        | 19                 | modifier les données · modifier les données |
| Santenay                                 | 21582      | 21590       | Beaune         | Ladoix-Serrigny                                 | CA Beaune Côte et Sud                             | 10,36            | 852 (2022)                        | 82                 | modifier les données · modifier les données |
| Santosse                                 | 21583      | 21340       | Beaune         | Arnay-le-Duc                                    | CA Beaune Côte et Sud                             | 7,93             | 60 (2022)                         | 7,6                | modifier les données · modifier les données |
| Saulieu                                  | 21584      | 21210       | Montbard       | Semur-en-Auxois                                 | CC de Saulieu-Morvan                              | 32,03            | 2 269 (2022)                      | 71                 | modifier les données · modifier les données |
| Saulon-la-Chapelle                       | 21585      | 21910       | Beaune         | Nuits-Saint-Georges                             | CC de Gevrey-Chambertin et de Nuits-Saint-Georges | 9,99             | 1 030 (2022)                      | 103                | modifier les données · modifier les données |
| Saulon-la-Rue                            | 21586      | 21910       | Beaune         | Nuits-Saint-Georges                             | CC de Gevrey-Chambertin et de Nuits-Saint-Georges | 4,53             | 707 (2022)                        | 156                | modifier les données · modifier les données |
| Saulx-le-Duc                             | 21587      | 21120       | Dijon          | Is-sur-Tille                                    | CC des Vallées de la Tille et de l'Ignon          | 29,08            | 248 (2022)                        | 8,5                | modifier les données · modifier les données |
| Saussey                                  | 21588      | 21360       | Beaune         | Arnay-le-Duc                                    | CC de Pouilly-en-Auxois - Bligny-sur-Ouche        | 8,97             | 72 (2022)                         | 8,0                | modifier les données · modifier les données |
| Saussy                                   | 21589      | 21380       | Dijon          | Fontaine-lès-Dijon                              | CC Forêts, Seine et Suzon                         | 9,30             | 100 (2022)                        | 11                 | modifier les données · modifier les données |
| Savigny-le-Sec                           | 21591      | 21380       | Dijon          | Fontaine-lès-Dijon                              | CC Forêts, Seine et Suzon                         | 9,34             | 883 (2022)                        | 95                 | modifier les données · modifier les données |
| Savigny-lès-Beaune                       | 21590      | 21420       | Beaune         | Ladoix-Serrigny                                 | CA Beaune Côte et Sud                             | 35,98            | 1 300 (2022)                      | 36                 | modifier les données · modifier les données |
| Savigny-sous-Mâlain                      | 21592      | 21540       | Dijon          | Talant                                          | CC Ouche et Montagne                              | 6,35             | 233 (2022)                        | 37                 | modifier les données · modifier les données |
| Savilly                                  | 21593      | 21430       | Beaune         | Arnay-le-Duc                                    | CC du Pays d'Arnay Liernais                       | 8,31             | 79 (2022)                         | 9,5                | modifier les données · modifier les données |
| Savoisy                                  | 21594      | 21500       | Montbard       | Châtillon-sur-Seine                             | CC du Pays Châtillonnais                          | 24,77            | 195 (2022)                        | 7,9                | modifier les données · modifier les données |
| Savolles                                 | 21595      | 21310       | Dijon          | Saint-Apollinaire                               | CC Mirebellois et Fontenois                       | 3,12             | 146 (2022)                        | 47                 | modifier les données · modifier les données |
| Savouges                                 | 21596      | 21910       | Beaune         | Nuits-Saint-Georges                             | CC de Gevrey-Chambertin et de Nuits-Saint-Georges | 3,09             | 377 (2022)                        | 122                | modifier les données · modifier les données |
| Segrois                                  | 21597      | 21220       | Beaune         | Longvic                                         | CC de Gevrey-Chambertin et de Nuits-Saint-Georges | 2,29             | 57 (2022)                         | 25                 | modifier les données · modifier les données |
| Seigny                                   | 21598      | 21150       | Montbard       | Montbard                                        | CC du Montbardois                                 | 7,99             | 153 (2022)                        | 19                 | modifier les données · modifier les données |
| Selongey                                 | 21599      | 21260       | Dijon          | Is-sur-Tille                                    | CC Tille et Venelle                               | 46,42            | 2 394 (2022)                      | 52                 | modifier les données · modifier les données |
| Semarey                                  | 21600      | 21320       | Beaune         | Arnay-le-Duc                                    | CC de Pouilly-en-Auxois - Bligny-sur-Ouche        | 7,32             | 130 (2022)                        | 18                 | modifier les données · modifier les données |
| Semezanges                               | 21601      | 21220       | Beaune         | Longvic                                         | CC de Gevrey-Chambertin et de Nuits-Saint-Georges | 8,14             | 92 (2022)                         | 11                 | modifier les données · modifier les données |
| Semond                                   | 21602      | 21450       | Montbard       | Châtillon-sur-Seine                             | CC du Pays Châtillonnais                          | 5,97             | 31 (2022)                         | 5,2                | modifier les données · modifier les données |
| Semur-en-Auxois                          | 21603      | 21140       | Montbard       | Semur-en-Auxois                                 | CC des Terres d'Auxois                            | 19,14            | 4 027 (2022)                      | 210                | modifier les données · modifier les données |
| Senailly                                 | 21604      | 21500       | Montbard       | Montbard                                        | CC du Montbardois                                 | 9,28             | 132 (2022)                        | 14                 | modifier les données · modifier les données |
| Sennecey-lès-Dijon                       | 21605      | 21800       | Dijon          | Chevigny-Saint-Sauveur                          | Dijon Métropole                                   | 3,42             | 2 125 (2022)                      | 621                | modifier les données · modifier les données |
| Seurre                                   | 21607      | 21250       | Beaune         | Brazey-en-Plaine                                | CC Rives de Saône                                 | 8,99             | 2 336 (2022)                      | 260                | modifier les données · modifier les données |
| Sincey-lès-Rouvray                       | 21608      | 21530       | Montbard       | Semur-en-Auxois                                 | CC de Saulieu-Morvan                              | 8,73             | 103 (2022)                        | 12                 | modifier les données · modifier les données |
| Soirans                                  | 21609      | 21110       | Dijon          | Auxonne                                         | CC Auxonne Pontailler Val de Saône                | 4,42             | 498 (2022)                        | 113                | modifier les données · modifier les données |
| Soissons-sur-Nacey                       | 21610      | 21270       | Dijon          | Auxonne                                         | CC Auxonne Pontailler Val de Saône                | 7,72             | 357 (2022)                        | 46                 | modifier les données · modifier les données |
| Sombernon                                | 21611      | 21540       | Dijon          | Talant                                          | CC Ouche et Montagne                              | 13,22            | 990 (2022)                        | 75                 | modifier les données · modifier les données |
| Souhey                                   | 21612      | 21140       | Montbard       | Semur-en-Auxois                                 | CC des Terres d'Auxois                            | 2,77             | 83 (2022)                         | 30                 | modifier les données · modifier les données |
| Source-Seine                             | 21084      | 21690       | Montbard       | Montbard                                        | CC du Pays d'Alésia et de la Seine                | 16,42            | 60 (2022)                         | 3,7                | modifier les données · modifier les données |
| Soussey-sur-Brionne                      | 21613      | 21350       | Montbard       | Semur-en-Auxois                                 | CC des Terres d'Auxois                            | 14,61            | 158 (2022)                        | 11                 | modifier les données · modifier les données |
| Spoy                                     | 21614      | 21120       | Dijon          | Is-sur-Tille                                    | CC des Vallées de la Tille et de l'Ignon          | 12,04            | 391 (2022)                        | 32                 | modifier les données · modifier les données |
| Sussey                                   | 21615      | 21430       | Beaune         | Arnay-le-Duc                                    | CC du Pays d'Arnay Liernais                       | 21,11            | 244 (2022)                        | 12                 | modifier les données · modifier les données |
| Tailly                                   | 21616      | 21190       | Beaune         | Ladoix-Serrigny                                 | CA Beaune Côte et Sud                             | 4,57             | 200 (2022)                        | 44                 | modifier les données · modifier les données |
| Talant                                   | 21617      | 21240       | Dijon          | Talant                                          | Dijon Métropole                                   | 4,90             | 11 986 (2022)                     | 2 446              | modifier les données · modifier les données |
| Talmay                                   | 21618      | 21270       | Dijon          | Auxonne                                         | CC Auxonne Pontailler Val de Saône                | 22,04            | 533 (2022)                        | 24                 | modifier les données · modifier les données |
| Tanay                                    | 21619      | 21310       | Dijon          | Saint-Apollinaire                               | CC Mirebellois et Fontenois                       | 12,65            | 221 (2022)                        | 17                 | modifier les données · modifier les données |
| Tarsul                                   | 21620      | 21120       | Dijon          | Is-sur-Tille                                    | CC des Vallées de la Tille et de l'Ignon          | 9,57             | 160 (2022)                        | 17                 | modifier les données · modifier les données |
| Tart                                     | 21623      | 21110       | Dijon          | Genlis                                          | CC de la Plaine Dijonnaise                        | 13,68            | 1 533 (2022)                      | 112                | modifier les données · modifier les données |
| Tart-le-Bas                              | 21622      | 21110       | Dijon          | Genlis                                          | CC de la Plaine Dijonnaise                        | 4,66             | 243 (2022)                        | 52                 | modifier les données · modifier les données |
| Tellecey                                 | 21624      | 21270       | Dijon          | Auxonne                                         | CC Auxonne Pontailler Val de Saône                | 5,07             | 142 (2022)                        | 28                 | modifier les données · modifier les données |
| Ternant                                  | 21625      | 21220       | Beaune         | Longvic                                         | CC de Gevrey-Chambertin et de Nuits-Saint-Georges | 16,35            | 82 (2022)                         | 5,0                | modifier les données · modifier les données |
| Terrefondrée                             | 21626      | 21290       | Montbard       | Châtillon-sur-Seine                             | CC du Pays Châtillonnais                          | 13,89            | 65 (2022)                         | 4,7                | modifier les données · modifier les données |
| Thenissey                                | 21627      | 21150       | Montbard       | Montbard                                        | CC du Pays d'Alésia et de la Seine                | 10,25            | 91 (2022)                         | 8,9                | modifier les données · modifier les données |
| Thoires                                  | 21628      | 21570       | Montbard       | Châtillon-sur-Seine                             | CC du Pays Châtillonnais                          | 10,22            | 58 (2022)                         | 5,7                | modifier les données · modifier les données |
| Thoisy-la-Berchère                       | 21629      | 21210       | Montbard       | Semur-en-Auxois                                 | CC de Saulieu-Morvan                              | 34,74            | 305 (2022)                        | 8,8                | modifier les données · modifier les données |
| Thoisy-le-Désert                         | 21630      | 21320       | Beaune         | Arnay-le-Duc                                    | CC de Pouilly-en-Auxois - Bligny-sur-Ouche        | 13,06            | 215 (2022)                        | 16                 | modifier les données · modifier les données |
| Thomirey                                 | 21631      | 21360       | Beaune         | Arnay-le-Duc                                    | CC de Pouilly-en-Auxois - Bligny-sur-Ouche        | 7,07             | 56 (2022)                         | 7,9                | modifier les données · modifier les données |
| Thorey-en-Plaine                         | 21632      | 21110       | Dijon          | Genlis                                          | CC de la Plaine Dijonnaise                        | 5,82             | 1 134 (2022)                      | 195                | modifier les données · modifier les données |
| Thorey-sous-Charny                       | 21633      | 21350       | Montbard       | Semur-en-Auxois                                 | CC des Terres d'Auxois                            | 11,54            | 193 (2022)                        | 17                 | modifier les données · modifier les données |
| Thorey-sur-Ouche                         | 21634      | 21360       | Beaune         | Arnay-le-Duc                                    | CC de Pouilly-en-Auxois - Bligny-sur-Ouche        | 12,03            | 141 (2022)                        | 12                 | modifier les données · modifier les données |
| Thoste                                   | 21635      | 21460       | Montbard       | Semur-en-Auxois                                 | CC des Terres d'Auxois                            | 10,84            | 101 (2022)                        | 9,3                | modifier les données · modifier les données |
| Thury                                    | 21636      | 21340       | Beaune         | Arnay-le-Duc                                    | CA Beaune Côte et Sud                             | 13,27            | 260 (2022)                        | 20                 | modifier les données · modifier les données |
| Tichey                                   | 21637      | 21250       | Beaune         | Brazey-en-Plaine                                | CC Rives de Saône                                 | 6,88             | 212 (2022)                        | 31                 | modifier les données · modifier les données |
| Til-Châtel                               | 21638      | 21120       | Dijon          | Is-sur-Tille                                    | CC des Vallées de la Tille et de l'Ignon          | 26,37            | 1 136 (2022)                      | 43                 | modifier les données · modifier les données |
| Tillenay                                 | 21639      | 21130       | Dijon          | Auxonne                                         | CC Auxonne Pontailler Val de Saône                | 6,07             | 744 (2022)                        | 123                | modifier les données · modifier les données |
| Torcy-et-Pouligny                        | 21640      | 21460       | Montbard       | Semur-en-Auxois                                 | CC des Terres d'Auxois                            | 10,31            | 207 (2022)                        | 20                 | modifier les données · modifier les données |
| Touillon                                 | 21641      | 21500       | Montbard       | Montbard                                        | CC du Montbardois                                 | 36,98            | 461 (2022)                        | 12                 | modifier les données · modifier les données |
| Toutry                                   | 21642      | 21460       | Montbard       | Semur-en-Auxois                                 | CC des Terres d'Auxois                            | 6,42             | 408 (2022)                        | 64                 | modifier les données · modifier les données |
| Tréclun                                  | 21643      | 21130       | Dijon          | Auxonne                                         | CC Auxonne Pontailler Val de Saône                | 5,68             | 425 (2022)                        | 75                 | modifier les données · modifier les données |
| Trochères                                | 21644      | 21310       | Dijon          | Saint-Apollinaire                               | CC Mirebellois et Fontenois                       | 5,10             | 167 (2022)                        | 33                 | modifier les données · modifier les données |
| Trouhans                                 | 21645      | 21170       | Beaune         | Brazey-en-Plaine                                | CC Rives de Saône                                 | 10,60            | 610 (2022)                        | 58                 | modifier les données · modifier les données |
| Trouhaut                                 | 21646      | 21440       | Dijon          | Fontaine-lès-Dijon                              | CC Forêts, Seine et Suzon                         | 9,40             | 130 (2022)                        | 14                 | modifier les données · modifier les données |
| Trugny                                   | 21647      | 21250       | Beaune         | Brazey-en-Plaine                                | CC Rives de Saône                                 | 6,86             | 121 (2022)                        | 18                 | modifier les données · modifier les données |
| Turcey                                   | 21648      | 21540       | Dijon          | Fontaine-lès-Dijon                              | CC Forêts, Seine et Suzon                         | 12,45            | 181 (2022)                        | 15                 | modifier les données · modifier les données |
| Uncey-le-Franc                           | 21649      | 21350       | Montbard       | Semur-en-Auxois                                 | CC des Terres d'Auxois                            | 9,52             | 49 (2022)                         | 5,1                | modifier les données · modifier les données |
| Urcy                                     | 21650      | 21220       | Beaune         | Longvic                                         | CC de Gevrey-Chambertin et de Nuits-Saint-Georges | 7,93             | 145 (2022)                        | 18                 | modifier les données · modifier les données |
| Le Val-Larrey                            | 21272      | 21140 21390 | Montbard       | Semur-en-Auxois                                 | CC des Terres d'Auxois                            | 20,02            | 272 (2022)                        | 14                 | modifier les données · modifier les données |
| Val-Mont                                 | 21327      | 21340       | Beaune         | Arnay-le-Duc                                    | CA Beaune Côte et Sud                             | 19,90            | 250 (2022)                        | 13                 | modifier les données · modifier les données |
| Val-Suzon                                | 21651      | 21121       | Dijon          | Fontaine-lès-Dijon                              | CC Forêts, Seine et Suzon                         | 18,51            | 204 (2022)                        | 11                 | modifier les données · modifier les données |
| Valforêt                                 | 21178      | 21220       | Beaune         | Longvic                                         | CC de Gevrey-Chambertin et de Nuits-Saint-Georges | 22,04            | 322 (2022)                        | 15                 | modifier les données · modifier les données |
| Vandenesse-en-Auxois                     | 21652      | 21320       | Beaune         | Arnay-le-Duc                                    | CC de Pouilly-en-Auxois - Bligny-sur-Ouche        | 11,25            | 294 (2022)                        | 26                 | modifier les données · modifier les données |
| Vannaire                                 | 21653      | 21400       | Montbard       | Châtillon-sur-Seine                             | CC du Pays Châtillonnais                          | 3,50             | 49 (2022)                         | 14                 | modifier les données · modifier les données |
| Vanvey                                   | 21655      | 21400       | Montbard       | Châtillon-sur-Seine                             | CC du Pays Châtillonnais                          | 16,80            | 239 (2022)                        | 14                 | modifier les données · modifier les données |
| Varanges                                 | 21656      | 21110       | Dijon          | Genlis                                          | CC de la Plaine Dijonnaise                        | 9,37             | 688 (2022)                        | 73                 | modifier les données · modifier les données |
| Varois-et-Chaignot                       | 21657      | 21490       | Dijon          | Saint-Apollinaire                               | CC Norge et Tille                                 | 10,10            | 2 068 (2022)                      | 205                | modifier les données · modifier les données |
| Vaux-Saules                              | 21659      | 21440       | Dijon          | Is-sur-Tille                                    | CC Forêts, Seine et Suzon                         | 27,89            | 168 (2022)                        | 6,0                | modifier les données · modifier les données |
| Veilly                                   | 21660      | 21360       | Beaune         | Arnay-le-Duc                                    | CC de Pouilly-en-Auxois - Bligny-sur-Ouche        | 5,39             | 56 (2022)                         | 10                 | modifier les données · modifier les données |
| Velars-sur-Ouche                         | 21661      | 21370       | Dijon          | Talant                                          | CC Ouche et Montagne                              | 12,13            | 1 829 (2022)                      | 151                | modifier les données · modifier les données |
| Velogny                                  | 21662      | 21350       | Montbard       | Semur-en-Auxois                                 | CC des Terres d'Auxois                            | 4,03             | 33 (2022)                         | 8,2                | modifier les données · modifier les données |
| Venarey-les-Laumes                       | 21663      | 21150       | Montbard       | Montbard                                        | CC du Pays d'Alésia et de la Seine                | 10,23            | 2 758 (2022)                      | 270                | modifier les données · modifier les données |
| Verdonnet                                | 21664      | 21330       | Montbard       | Montbard                                        | CC du Montbardois                                 | 18,04            | 69 (2022)                         | 3,8                | modifier les données · modifier les données |
| Vernois-lès-Vesvres                      | 21665      | 21260       | Dijon          | Is-sur-Tille                                    | CC Tille et Venelle                               | 11,51            | 156 (2022)                        | 14                 | modifier les données · modifier les données |
| Vernot                                   | 21666      | 21120       | Dijon          | Is-sur-Tille                                    | CC des Vallées de la Tille et de l'Ignon          | 12,91            | 96 (2022)                         | 7,4                | modifier les données · modifier les données |
| Véronnes                                 | 21667      | 21260       | Dijon          | Is-sur-Tille                                    | CC Tille et Venelle                               | 19,20            | 402 (2022)                        | 21                 | modifier les données · modifier les données |
| Verrey-sous-Drée                         | 21669      | 21540       | Dijon          | Talant                                          | CC Ouche et Montagne                              | 3,44             | 96 (2022)                         | 28                 | modifier les données · modifier les données |
| Verrey-sous-Salmaise                     | 21670      | 21690       | Montbard       | Montbard                                        | CC du Pays d'Alésia et de la Seine                | 8,21             | 302 (2022)                        | 37                 | modifier les données · modifier les données |
| Vertault                                 | 21671      | 21330       | Montbard       | Châtillon-sur-Seine                             | CC du Pays Châtillonnais                          | 19,27            | 50 (2022)                         | 2,6                | modifier les données · modifier les données |
| Vesvres                                  | 21672      | 21350       | Montbard       | Semur-en-Auxois                                 | CC des Terres d'Auxois                            | 4,15             | 29 (2022)                         | 7,0                | modifier les données · modifier les données |
| Veuvey-sur-Ouche                         | 21673      | 21360       | Beaune         | Arnay-le-Duc                                    | CC de Pouilly-en-Auxois - Bligny-sur-Ouche        | 10,04            | 215 (2022)                        | 21                 | modifier les données · modifier les données |
| Veuxhaulles-sur-Aube                     | 21674      | 21520       | Montbard       | Châtillon-sur-Seine                             | CC du Pays Châtillonnais                          | 19,24            | 210 (2022)                        | 11                 | modifier les données · modifier les données |
| Vianges                                  | 21675      | 21430       | Beaune         | Arnay-le-Duc                                    | CC du Pays d'Arnay Liernais                       | 8,81             | 36 (2022)                         | 4,1                | modifier les données · modifier les données |
| Vic-de-Chassenay                         | 21676      | 21140       | Montbard       | Semur-en-Auxois                                 | CC des Terres d'Auxois                            | 26,47            | 209 (2022)                        | 7,9                | modifier les données · modifier les données |
| Vic-des-Prés                             | 21677      | 21360       | Beaune         | Arnay-le-Duc                                    | CC de Pouilly-en-Auxois - Bligny-sur-Ouche        | 8,95             | 110 (2022)                        | 12                 | modifier les données · modifier les données |
| Vic-sous-Thil                            | 21678      | 21390       | Montbard       | Semur-en-Auxois                                 | CC des Terres d'Auxois                            | 21,34            | 186 (2022)                        | 8,7                | modifier les données · modifier les données |
| Vieilmoulin                              | 21679      | 21540       | Dijon          | Talant                                          | CC Ouche et Montagne                              | 6,06             | 143 (2022)                        | 24                 | modifier les données · modifier les données |
| Vielverge                                | 21680      | 21270       | Dijon          | Auxonne                                         | CC Auxonne Pontailler Val de Saône                | 14,78            | 499 (2022)                        | 34                 | modifier les données · modifier les données |
| Vieux-Château                            | 21681      | 21460       | Montbard       | Semur-en-Auxois                                 | CC des Terres d'Auxois                            | 6,47             | 100 (2022)                        | 15                 | modifier les données · modifier les données |
| Viévigne                                 | 21682      | 21310       | Dijon          | Saint-Apollinaire                               | CC Mirebellois et Fontenois                       | 13,43            | 252 (2022)                        | 19                 | modifier les données · modifier les données |
| Viévy                                    | 21683      | 21230       | Beaune         | Arnay-le-Duc                                    | CC du Pays d'Arnay Liernais                       | 32,88            | 360 (2022)                        | 11                 | modifier les données · modifier les données |
| Vignoles                                 | 21684      | 21200       | Beaune         | Ladoix-Serrigny                                 | CA Beaune Côte et Sud                             | 6,72             | 919 (2022)                        | 137                | modifier les données · modifier les données |
| Villaines-en-Duesmois                    | 21685      | 21450       | Montbard       | Châtillon-sur-Seine                             | CC du Pays Châtillonnais                          | 33,95            | 252 (2022)                        | 7,4                | modifier les données · modifier les données |
| Villaines-les-Prévôtes                   | 21686      | 21500       | Montbard       | Montbard                                        | CC du Montbardois                                 | 10,78            | 143 (2022)                        | 13                 | modifier les données · modifier les données |
| Villargoix                               | 21687      | 21210       | Montbard       | Semur-en-Auxois                                 | CC de Saulieu-Morvan                              | 17,45            | 144 (2022)                        | 8,3                | modifier les données · modifier les données |
| Villars-et-Villenotte                    | 21689      | 21140       | Montbard       | Semur-en-Auxois                                 | CC des Terres d'Auxois                            | 7,52             | 168 (2022)                        | 22                 | modifier les données · modifier les données |
| Villars-Fontaine                         | 21688      | 21700       | Beaune         | Nuits-Saint-Georges                             | CC de Gevrey-Chambertin et de Nuits-Saint-Georges | 2,89             | 115 (2022)                        | 40                 | modifier les données · modifier les données |
| Villeberny                               | 21690      | 21350       | Montbard       | Semur-en-Auxois                                 | CC des Terres d'Auxois                            | 12,90            | 99 (2022)                         | 7,7                | modifier les données · modifier les données |
| Villebichot                              | 21691      | 21700       | Beaune         | Nuits-Saint-Georges                             | CC de Gevrey-Chambertin et de Nuits-Saint-Georges | 10,36            | 403 (2022)                        | 39                 | modifier les données · modifier les données |
| Villecomte                               | 21692      | 21120       | Dijon          | Is-sur-Tille                                    | CC des Vallées de la Tille et de l'Ignon          | 16,41            | 245 (2022)                        | 15                 | modifier les données · modifier les données |
| Villedieu                                | 21693      | 21330       | Montbard       | Châtillon-sur-Seine                             | CC du Pays Châtillonnais                          | 14,14            | 70 (2022)                         | 5,0                | modifier les données · modifier les données |
| Villeferry                               | 21694      | 21350       | Montbard       | Semur-en-Auxois                                 | CC des Terres d'Auxois                            | 3,30             | 23 (2022)                         | 7,0                | modifier les données · modifier les données |
| La Villeneuve-les-Convers                | 21695      | 21450       | Montbard       | Montbard                                        | CC du Pays d'Alésia et de la Seine                | 8,88             | 60 (2022)                         | 6,8                | modifier les données · modifier les données |
| Villeneuve-sous-Charigny                 | 21696      | 21140       | Montbard       | Semur-en-Auxois                                 | CC des Terres d'Auxois                            | 3,24             | 87 (2022)                         | 27                 | modifier les données · modifier les données |
| Villers-la-Faye                          | 21698      | 21700       | Beaune         | Nuits-Saint-Georges                             | CC de Gevrey-Chambertin et de Nuits-Saint-Georges | 5,84             | 400 (2022)                        | 68                 | modifier les données · modifier les données |
| Villers-les-Pots                         | 21699      | 21130       | Dijon          | Auxonne                                         | CC Auxonne Pontailler Val de Saône                | 10,43            | 1 206 (2022)                      | 116                | modifier les données · modifier les données |
| Villers-Patras                           | 21700      | 21400       | Montbard       | Châtillon-sur-Seine                             | CC du Pays Châtillonnais                          | 6,30             | 86 (2022)                         | 14                 | modifier les données · modifier les données |
| Villers-Rotin                            | 21701      | 21130       | Dijon          | Auxonne                                         | CC Auxonne Pontailler Val de Saône                | 3,11             | 124 (2022)                        | 40                 | modifier les données · modifier les données |
| Villey-sur-Tille                         | 21702      | 21120       | Dijon          | Is-sur-Tille                                    | CC des Vallées de la Tille et de l'Ignon          | 12,78            | 261 (2022)                        | 20                 | modifier les données · modifier les données |
| Villiers-en-Morvan                       | 21703      | 21430       | Beaune         | Arnay-le-Duc                                    | CC du Pays d'Arnay Liernais                       | 6,70             | 46 (2022)                         | 6,9                | modifier les données · modifier les données |
| Villiers-le-Duc                          | 21704      | 21400       | Montbard       | Châtillon-sur-Seine                             | CC du Pays Châtillonnais                          | 84,34            | 111 (2022)                        | 1,3                | modifier les données · modifier les données |
| Villotte-Saint-Seine                     | 21705      | 21690       | Dijon          | Fontaine-lès-Dijon                              | CC Forêts, Seine et Suzon                         | 7,59             | 67 (2022)                         | 8,8                | modifier les données · modifier les données |
| Villotte-sur-Ource                       | 21706      | 21400       | Montbard       | Châtillon-sur-Seine                             | CC du Pays Châtillonnais                          | 9,49             | 106 (2022)                        | 11                 | modifier les données · modifier les données |
| Villy-en-Auxois                          | 21707      | 21350       | Montbard       | Semur-en-Auxois                                 | CC des Terres d'Auxois                            | 16,17            | 227 (2022)                        | 14                 | modifier les données · modifier les données |
| Villy-le-Moutier                         | 21708      | 21250       | Beaune         | Nuits-Saint-Georges                             | CC de Gevrey-Chambertin et de Nuits-Saint-Georges | 20,13            | 330 (2022)                        | 16                 | modifier les données · modifier les données |
| Viserny                                  | 21709      | 21500       | Montbard       | Montbard                                        | CC du Montbardois                                 | 6,75             | 180 (2022)                        | 27                 | modifier les données · modifier les données |
| Vitteaux                                 | 21710      | 21350       | Montbard       | Semur-en-Auxois                                 | CC des Terres d'Auxois                            | 20,70            | 1 056 (2022)                      | 51                 | modifier les données · modifier les données |
| Vix                                      | 21711      | 21400       | Montbard       | Châtillon-sur-Seine                             | CC du Pays Châtillonnais                          | 3,53             | 96 (2022)                         | 27                 | modifier les données · modifier les données |
| Volnay                                   | 21712      | 21190       | Beaune         | Ladoix-Serrigny                                 | CA Beaune Côte et Sud                             | 7,55             | 225 (2022)                        | 30                 | modifier les données · modifier les données |
| Vonges                                   | 21713      | 21270       | Dijon          | Auxonne                                         | CC Auxonne Pontailler Val de Saône                | 4,56             | 360 (2022)                        | 79                 | modifier les données · modifier les données |
| Vosne-Romanée                            | 21714      | 21700       | Beaune         | Nuits-Saint-Georges                             | CC de Gevrey-Chambertin et de Nuits-Saint-Georges | 3,69             | 341 (2022)                        | 92                 | modifier les données · modifier les données |
| Voudenay                                 | 21715      | 21230       | Beaune         | Arnay-le-Duc                                    | CC du Pays d'Arnay Liernais                       | 21,45            | 193 (2022)                        | 9,0                | modifier les données · modifier les données |
| Vougeot                                  | 21716      | 21640       | Beaune         | Nuits-Saint-Georges                             | CC de Gevrey-Chambertin et de Nuits-Saint-Georges | 0,88             | 153 (2022)                        | 174                | modifier les données · modifier les données |
| Voulaines-les-Templiers                  | 21717      | 21290       | Montbard       | Châtillon-sur-Seine                             | CC du Pays Châtillonnais                          | 23,13            | 270 (2022)                        | 12                 | modifier les données · modifier les données |
| Côte-d'Or                                | 21         |             |                |                                                 |                                                   | 8 763,00         | 537 577 (2022)                    | 61                 | modifier les données                        |